# 楊心古流
楊心古流（ようしんこりゅう）は、柔術の流派である。正式には楊心流と言ったが、戸塚彦介が有名であったため戸塚派楊心流（とつかはようしんりゅう）とも呼ばれる。秋山四郎兵衛の楊心流と区別するため、楊心古流と称していた。楊心流と同じく、文書上、楊、揚どちらの字の使用例も見られる。
乱捕を早くから取り入れた流派であり、幕末期の江戸を中心にかなりの修行者がいた。明治初期の講道館のライバル流派の一つとして主に小説や記録で敵役として登場する。

## 歴史
流祖は肥前の国長崎の医師であった三浦楊心である。徳川初代の頃の人とされている。
三浦楊心は人が病になるのは坐食して心神を倦怠させるからであり、これを未然に防ぐためには適度な運動をするのがよいと考えていた。そして高弟二人と相談し居捕五行の型を作り上げて、これを試みたところ心身爽快を覚えた。しかし未だに体の運用が不十分であったため、さらに起合と行合の手型を工夫した。これに習熟したところ初めて健康を保全することができたという。
三浦楊心が没した後に高弟二人が相談し、多年施して効果のあった型を秘すべきではなく天下に普及して医の本分を盡すべきと一人は楊心流と称し、一人は三浦流と称して人々に教授した。その後、豊後の人である阿部観柳武貞が楊心流の奥義を究めた。
楊心古流中興之祖とされる江上司馬之介武経は阿部観柳の甥である。豊後国の人で龍造寺山城守三男の江上下総守の末孫であると伝わり幼名を江上鬼五郎といった。阿部観柳が没した時に名を江上観柳と号して楊心流を継いだ。
江上観柳は柔術はただ身体を強健するのみならず世の士夫たる者は柔術を学ばなければならないと考えていた。江上観柳は21歳頃に江戸に上り芝赤羽根心光院の傍に演武場を開設し楊心流を教えた。その門に入るもの1500人に及んだ。寛政七年六月七日（1795年）に48歳で没した。
江上の高弟である戸塚彦右衛門英澄は柔術場を芝西久保八幡山下に開いた。門人は900人余りであった。師の江上観柳が沼津藩で楊心流を教えていたことから、その推挙により戸塚彦右衛門も沼津藩で柔術の教授を行った。戸塚彦右衛門は師恩を追慕して生前は江上流を称した。
戸塚彦介は幼少から父の戸塚彦右衛門に就いて江上流を学ぶ。戸塚彦介は水野家に仕え沼津藩の柔術指南役となった。1837年（天保8年）に戸塚彦右衛門が亡くなったことにより25歳で継承して弟子を教授した。戸塚彦右衛門の遺命により流の名称を元に戻し楊心流とした。戸塚彦介の代に及んで門に入る者、他流より学びに来るものが日に多くなり盛大を極めた。徳川家茂に楊心流の秘技を上覧し、1860年（万延元年）幕府の講武所が設けられた際に徳川家茂の推薦により柔術教授方頭取に任命された。この時に柔術場を愛宕下に移し門人は1600人余りとなったとされる。1868年（明治元年）に沼津藩の水野家が菊間（現在の千葉県市原市菊間）に転封したことにより、明治維新後は拠点を千葉県に移して柔術の教授を行った。
別名戸塚派楊心流と呼ばれるのは戸塚彦介が講武所柔術師範の頭取として活躍したためである。1903年（明治36年）嘉納治五郎とともに最初の柔道範士に選ばれた戸塚英美は戸塚彦介の子である。
明治以降も多くの修行者がおり、香取神道流の杉野嘉男なども楊心古流を学んでいる。昭和初期の古武道振興会には今田七郎の門弟の金谷元朗と大竹森吉の門人の深井子之吉、上野八十吉、大竹の孫弟子にあたる鈴木次夫、鈴木三郎が所属していた。金谷元朗の系統は楊心古流、大竹森吉の系統は戸塚派楊心流という名称で古武道振興会に入り活動していた。ただし他の古流と同じく、第二次大戦後は著しく修行者が減り現在の伝承状況は不明である。雑誌『極意』（1997年）に最後の継承者の一人で金谷元朗の弟子、元日立高等学校校長保立謙三のインタビューが掲載されていた。また大竹の孫弟子にあたる鈴木三郎は戸塚派楊心流家元代理を名乗っていた。
明治頃に開かれた神道六合流には大竹森吉門下の深井子之吉が関わっており、戸塚派楊心流を元に作り上げた形と乱捕技が取り入れられている。神道六合流の道場で直接この技術を学んだ椎木敬文が創始した一技道に楊心古流由来の形が伝わっている。

## 戸塚派楊心流に関する話

### 流派名について
楊心古流の正式名称は楊心流であるが、江上流・楊心古流・戸塚派楊心流・天神楊心流・講武所柔術などとも呼ばれていた。
江上流という名称は戸塚彦右衛門が生前に師恩を追慕して称していた名称であるが、遺言により戸塚彦介の代から流派名を楊心流に復した。
楊心古流という名称は秋山四郎兵衛系の楊心流より古いという意味で名乗っていた。また戸塚派楊心流というのは講武所の柔術教授方頭取となった戸塚彦介の活躍により呼ばれた名称であった。
天満天神との関係で天神楊心流とも名乗った系統もあった。

### 戸塚彦介と絞首台
旧制沼津中学（現沼津東高等学校）で漢学を教えていた池谷観海（観海学人）が記した『観海詩鈔』に戸塚彦介の逸話が漢文で紹介されている。
これによると戸塚彦介は役人の前で絞首台を試したが、平然と落ち着いて顔色を変えずに耐えて見せたという。
池谷観海が記した戸塚彦介の逸話は下記の通りである。

### 戸塚彦介と松岡克之助
松岡克之助尚周は、天神真楊流を磯正智から戸塚派楊心流を戸塚彦介から学び二流を合流して神道楊心流柔術を開いた人物である。松岡克之助は戸塚彦介の門人であり娘婿は戸塚彦介の門人の息子の片柳良太郎であることから、戸塚と講武所についての話が多く伝わっている。

#### 戸塚彦介について
神道楊心流の松岡龍雄が父の片柳良太郎から聞いた話では、戸塚彦介の荒稽古は江戸中で大変評判となっており、戸塚彦介は身長5尺9寸（178.8cm）体重23貫（86.2kg）の大男で少々腕自慢の者でも軽く向う脛を蹴られただけで道場の羽目板まで飛んでしまう有様であったという。
戸塚道場はこの荒稽古により奉行所から稽古差し止めの命令を受けたことがある。

#### 幕末の乱捕稽古
幕末の乱捕稽古では水月に拳を当てることも向う脛・睾丸に蹴りを入れることも自由であり、相手を投げる時は土中まで埋め込むほどの勢い行っていた。幕府講武所の乱捕稽古でも怪我人が出るのは当たり前で胸に入った蹴りを受けそこねて絶命した話や大男が絞め落とされて蘇生しなかった話が伝わっている。

#### 戸塚彦介と松岡克之助の試合
松岡克之助は1855年（安政2年）に磯正智から免許皆伝を授かり、磯道場の四天王の一人として師範代を務めていた。当時の松岡克之助の体格は身長5尺8寸（175.7cm）体重23貫（86.2kg）であり、他流試合を一手に引き受け悉く倒して「磯道場の猛虎」と恐れられた。師範代を三年務めた後、1858年（安政5年）浅草観音寺境内に天神真楊流道場を開いた。
1860年（万延元年）松岡克之助は黒田藩から呼び出しを受け幕府講武所の修行人を命じられた。講武所の修行人とは旗本・御家人を始め各藩の中から剣術・鎗術・柔術等の武術に腕の立つ者を選んで特別訓練をするために選出されるものである。
この講武所で柔術教授方頭取の戸塚彦介と立ち合ったところ、どう頑張っても三本勝負の乱捕試合で二本は取られてしまったという。この時の戸塚彦介は49歳、松岡克之助は24歳であった。
これにより松岡克之助は戸塚彦介を第二の師匠と定め、講武所と愛宕下の戸塚派道場に通って楊心流を修行した。

### 戸塚派楊心流の鎌腰

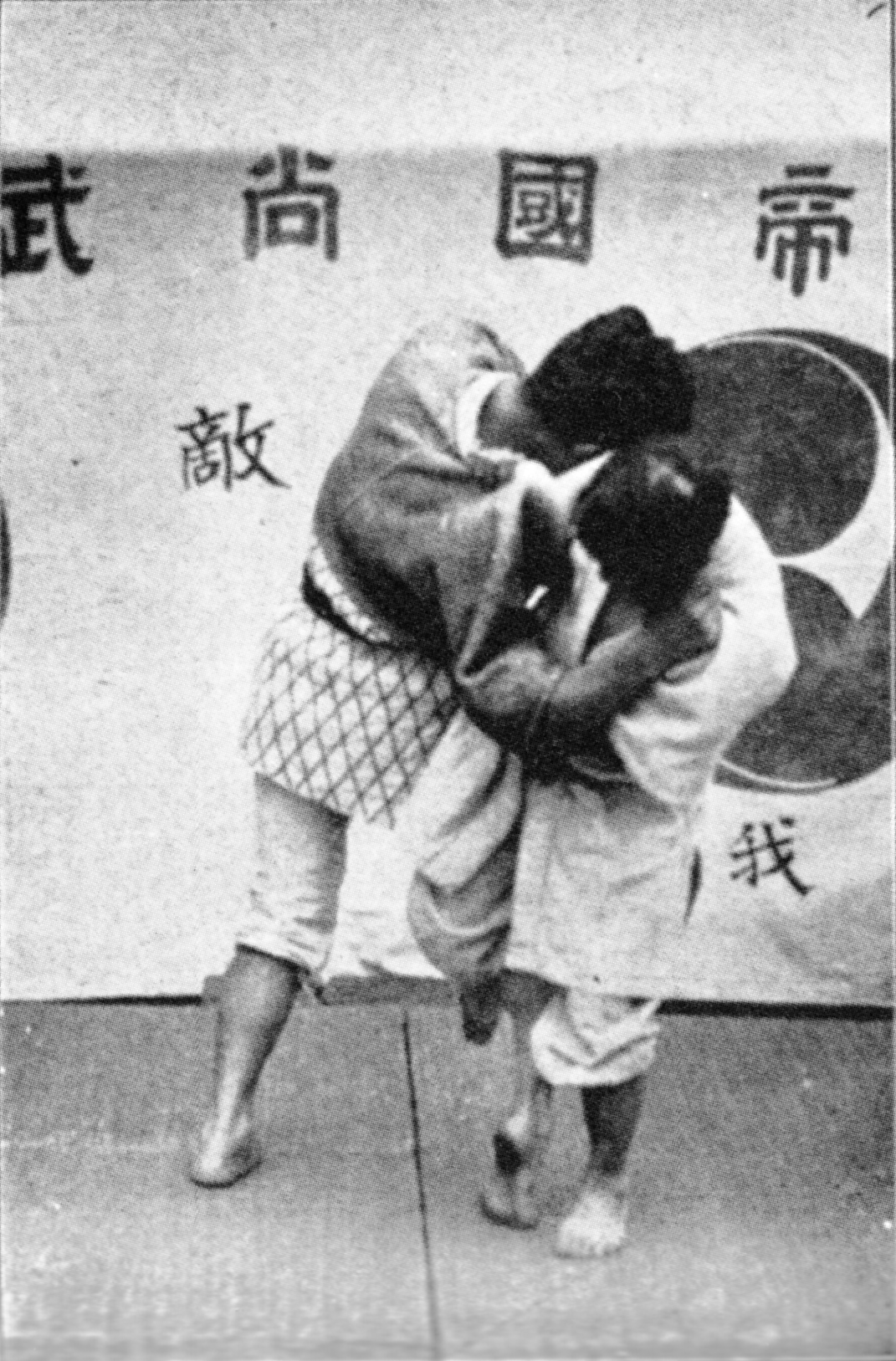
戸塚彦介が編み出した鎌腰

戸塚彦介が編み出した技に鎌腰というものがある。戸塚派楊心流を学んだ深井子之吉が帝国尚武会から出版した『柔術教授書 奥秘龍之巻』に鎌腰の詳細が記されている。
この鎌腰という技は他流では余り行われないが戸塚彦介が活躍した時代には盛んに使われていた。その時代において各流派と戦う際には必ず鎌腰が用いられた。その理由は、鎌腰は敵に向かって半身で組み自身の体の急所を覆って敵に乗じさせない屈強な姿勢であることに加え、進退自由自在で敵の体勢を崩すのに最も適していたためである。そのため、この体勢で試合をして古来未だ当身の難に合った者は一人もいなかった。戸塚彦介が講武所師範となり武名を天下に馳せたのは、この鎌腰の技を発明したためである。
鎌腰は鎌という組み方を用いる。鎌は敵の捕り方に関わらず右手で敵の右襟を逆に取り、左手で敵の右前脇の帯を取り右自護体の姿勢で敵と相対する。この組み方を鎌に組むといい、敵の右襟を取った右手を釣り込みながら下方へ少し引き、帯を取った左手はそのままで技を掛ける場合に取った帯を右自護体の正面に引き付ける。
鎌腰を掛ける時には、自護体の右前隅に釣込むように敵を引き出す。そうすることで敵は右足を一歩前に踏み出し、続いて左足を左横に一歩出そうとする。その期に付け入り敵が出した右足の外側より我右足を鎌の形に曲げて後ろ前に物を鎌で刈り切るように払い倒す。この時敵の右襟を取った右手は右外から円形に手首が逆になる位まで殆ど背負うように釣り込んで右拳を我肩と平行させる。帯を取った左手は我右脇腹まで引き付けて止める。この激しい釣り込みで敵の重心が崩れ我腰に乗る形となる。敵が鎌腰に掛かった時に我右足を掛けたまま両手を少し左下方に引くことにより、敵は投げられ真っ逆さまに落ちる。
戸塚彦介門下の久富鉄太郎が明治時代に乱捕を解説した文書には、斜という名称で鎌と同様の組み方が紹介されている。斜は体を中半身にして右逆手で敵の右背口襟を取り左手で敵の右帯を取り、体の重みを左足に取って敵を引き寄せる組み方であった。

### 講武所いろは短歌
1862年（文久2年）講武所について詠まれた短歌の中に戸塚彦介が出てくる。

### 三浦牧師が記した楊心古流の話
三浦徹（1850-1925）は、明治時代に活動した沼津藩出身の牧師である。
三浦徹は『恥か記』という詳細な手記を残しており、その中に楊心古流に関わる話が多数記されている。
三浦徹も楊心古流を学んでおり戸塚彦介、戸塚英美、柏崎又四郎、佐野周三郎、大竹森吉と面識があった。
この三浦徹の『恥か記』は、明治学院の明治学院百年史編集委員により『明治学院史資料集』に全文掲載された。

#### 柏崎又四郎について
沼津藩に柏崎又四郎という人がいた。柏崎は戸塚彦介の高弟で沼津藩においては第一等の優れた柔術家であった。他藩より柔術の他流試合を申し込むものがあっても一度柏崎が手を下せば勝つことができる者はいなかった。柔術においては沼津藩の首座であった。
1865年（慶応元年）柏崎は何を思ってかに沼津藩から脱藩し広島藩に住んだ。広島藩において柏崎の技量を試そうと、大力無双の名がある山僧（不遷流の武田物外のこと）と試合をさせた。柏崎は大力無双の山僧に勝って広島藩に召し抱えられたという。1868年（明治元年）三浦徹は沼津藩で柏崎又四郎が甲冑を着て箱根に出陣するのを見た。
柏崎は沼津藩においては戸塚彦介、戸塚英美を除いて最優秀の柔術家であったが、腕があるにもかかわらず臆病であった。三浦徹が14～15歳の頃に沼津藩の大手御門の橋の架け替えがあり、側に仮の橋を架して通行していた。ある日、三浦が仮橋にいたところ、柏崎が来て仮橋を渡ろうとした。しかし、柏崎は急に恐れて五六尺進進んで佇んで両手を合わせた。三浦は初め何をやっているか分からなかったが、仮橋が動くことを恐れて三浦が動かないように制していること察した。三浦は「沼津藩には柏崎又四郎という豪傑あり」と誇っていたが、頼みとしていた豪傑はこのように臆病であったとは不審に堪えることができなかった。その後、三浦は柔術の稽古場に出たところ柏崎に稽古しようと言われた。三浦は自分のような幼者が柏崎から稽古してもらえるとは栄誉であると喜んで稽古をお願いした。稽古が終わろうとする頃に柏崎は三浦の咽喉を圧して「この間は橋を動かしたな」と言った。三浦はその後のことを覚えておらず、しばらくして眠りから目覚めるように感じて考えたところ柏崎に絞め落とされたのだと分かった。
三浦は、柏崎又四郎は柔術の達人に間違いないが自ら信じる所が深くなく、また自信がある時は人を傲慢にさせるが柏崎のように自信がないのは修得した技術もその用をなさないと記している。

#### 戸塚彦介について
戸塚彦介は江戸愛宕下に道場を開き維新前に講武所に召し出され人であったが日本第一の評は決して過賞ではなかった。戸塚家は代々柔術を以て聞こえていた。

##### 戸塚と大井平左衛門
下記は三浦徹が記した戸塚と大井平左衛門の話であるが、戸塚彦介か戸塚彦右衛門か詳細は不明であったとしている。手記を書いた当時既に戸塚彦介と大井平左衛門は亡くなっており、また三浦に語った人が誰なのか記憶していなかった。
沼津藩に大井平左衛門という者がおり、壮年の頃に戸塚に入門して柔術を学んだ。大井は試し投げをしてみたいと思い、ある夜に浜町の沼津藩邸を出て山伏井戸に行き来るものがあったら投げを試みようと待ち構えた。山伏井戸は明治座の裏通りであり当時は極めて通行人が少ない所で強盗が現れることが珍しくなかった。待ち構えていた時、帯刀している一人の小男が来たので不意に襲えば抜刀させずに投げることができると考え、後ろより腕を取ってヤッっという声と共に投げようとした。しかし、大井は逆に小男に捕えられ何も言わずに側溝に打ち込まれた。この側溝は明治座に沿って前の川に流れるものであった。大井は凄く驚いたが、小男は他に害を加える様子もなく行き過ぎたので這う這うの体で藩邸に帰った。翌朝、大井は戸塚道場に出席し戸塚に礼をして「おはようございます」と挨拶したところ、戸塚が大井の顔を見て「大井まだ早いぞ。当分やめろ。」と言った。大井は驚き、これは必ず昨日のことであり巧みに余を投げた技量は戸塚先生でなくして誰であるかと思った。大井は何事も言えずに閉口してその所を去ったという。
三浦徹によると小男と言っているが、戸塚彦介は肥大の人であり小男ではなかったので前代の戸塚彦右衛門ではないかと考えている。また「大井まだ早いぞ。」の語気によって考えるに、戸塚彦介と大井平左衛門は年齢に著しい差異はなかったので戸塚彦介ではなく前代の戸塚彦右衛門が言ったのではないかとしている。

##### 戸塚彦介の心得
戸塚彦介は懐中物を懐中することがなく必ず左手に提げていることを常としていた。ある人がその理由を聞いたところ、戸塚は「懐中に入れる時はスリを近付ける憂いがある。しかし左手に提げていれば右手空いているのをもって彼らは恐れて近づかないのである。近づいたスリを捕えるのは下策である。近づけないことを上策とする。」と答えた。
戸塚彦介は普段市中を歩く際に夏は必ず日向、冬は日陰を通行した。ある人がその理由を聞いたところ、戸塚は「通行人と紛争を生じさせないためである。」と答えた。
戸塚彦介が履く雪駄は目方一足一貫目（左右で約3.75kg）に近かった。ある人がその理由を聞いたところ、戸塚は「何事か紛争を生じた時に武士は常に刀を帯するが故に動もすれば早まって抜刀する弊がある。一回抜いたらその事が必ず大事に至る。これをもって余はまさかの時に抜刀せずに雪駄を用いて防ごうと思っている。」と答えた。
戸塚彦介は日本第一の称ある武人でその心事はこのようなものであった。三浦によると何事にもよらず道の蘊奥に達した者はこのようなものであると評している。三浦は戸塚彦介と時代が異なっていたため不幸にも戸塚の技量を見たことがなかった。

#### 戸塚英美について
戸塚彦介の子である戸塚彦九郎英美は三浦徹より10歳の年長者であった。三浦徹が楊心古流に入門した時は沼津藩中で戸塚英美の名を言うものが少なく多くは小先生と呼んでいた。
戸塚英美は幼少の頃から身体があまり強健にならず、戸塚彦介はこれを非常に憂いて免許皆伝を授けていなかった。明治維新前、戸塚英美は急にその技量を顕したので戸塚彦介は大いに満足して免許皆伝を授けたという。明治維新前に戸塚英美は武術者社会で頭角を現し修錬した技量を以て世に立とうとしたが、当時の世の中は大変動を起こしており旧時代は破壊され新時代になっていた。これにより戸塚英美は修錬した功を用いることができなかった。
1870年（明治3年）三浦徹がフランス式操練伝習のために上京した時、戸塚英美もまた同じ伝習の命を受けて暫く浜町の藩邸にいて通学していた。しかし、戸塚英美は柔術家としての教育のみ受けた人でフランス式伝習は不釣り合いであり、後に藩庁においてもその不都合を知ったのか戸塚英美のフランス式伝習を免除した。
戸塚英美が三浦徹と同宿していた時、三浦は他の者と種々の遊戯をしており器用な人は藤八拳、不器用な人は腕押、枕引、座角力を行っていた。戸塚英美だけは一回もその仲間になったことがなく、たまに勧誘する者がいたら戸塚英美は「私にはできません。」と答えて応じなかった。三浦は戸塚英美の「できません。」を不思議と思った。小先生にしてできませんは甚だ奇であり、あるいは戸塚英美の謙譲であると評していたが、ある時その「できません」の理由を問いた。戸塚英美はこの質問に対し笑って「都筑さんか天明くらいならいいのですが、皆さまのようではとても私にはできません。」と答えた。都築弘と天明正雄は共に戸塚彦介の弟子で免許の人であった。

##### 戸塚英美と強盗
戸塚英美は後に司法省の解部（現在の警察）に採用されて初めてその技量を現すに至った。
東京市中を徘徊して悪事を行っていた強盗が4～5人いたが、これを捕えるものがいなかった。戸塚英美は上官の命令を受け強盗が神田の牛肉店で飲む時を捕えた。この強盗は頗る用心深いが故に近づくことが難しく、もし数名の捕吏が一時に集まったら必ず防御し反撃してくることは明らかであった。戸塚英美は一策を案じ、強盗が牛肉店にいる時に普通の客として店に入り、近くで酒を飲み酔いに乗じて無礼を加え喧嘩を買い強盗が怒って打ち掛かるのを待って最初の一人を廊下に投げた。その時、あらかじめ示し合わせた他の捕吏6～7名が廊下にいてこれを捕え、こうして強盗は皆捕えられた。強盗は全員捕縛された時に初めて戸塚英美が捕吏であったことを知り大いに驚いたという。喧嘩にかこつけて捕えたため、強盗は用意していた凶器を用いることができずに終わってしまった。これは戦わずして敵を制する一術であった。

##### 戸塚英美と中村半助の試合
戸塚英美は後に千葉県警察となり柔術教師となった。その頃、警視庁で剣柔二術の競技会を開催したことがあり戸塚英美も招かれた。
戸塚英美が試合をしたのは良移心当流の中村半助という巡査であった。当時、中村半助は日本一と称されていた。戸塚英美は中村と試合を行い、一番は勝ち、二番は負け、三番目でついに中村半助が勝利した。
この試合を見ていた切替朝詣という柔術家の巡査によると、戸塚英美と中村半助の手合わせを見たが柔術の嗜みがある者は確かに戸塚英美の方が中村半助より技量は優れていたと証言している。三浦徹は、日本一より優等であるといえば戸塚英美の技量は推知するに難しくないと記している。

### 柏崎又四郎の話
戸塚彦介の門下に柏崎又四郎（1832-1889）という人がいた。柏崎又四郎は13歳で戸塚彦介に入門し25歳で本免許を授かり沼津藩の柔術指南役を務めていた。また幕府講武所で戸塚彦介の代稽古として出仕していた。
柏崎又四郎は近世無類の達人であり「鬼又」と言われていた。
沼津藩出身の牧師である三浦徹の手記『続恥か記』よると、沼津においては第一等で最も優れた柔術家であり他藩より柔術の他流試合を申し込むものがあっても一度柏崎が手を下せば勝つことができる者はいなかったという。

#### 戸塚彦介と柏崎又四郎

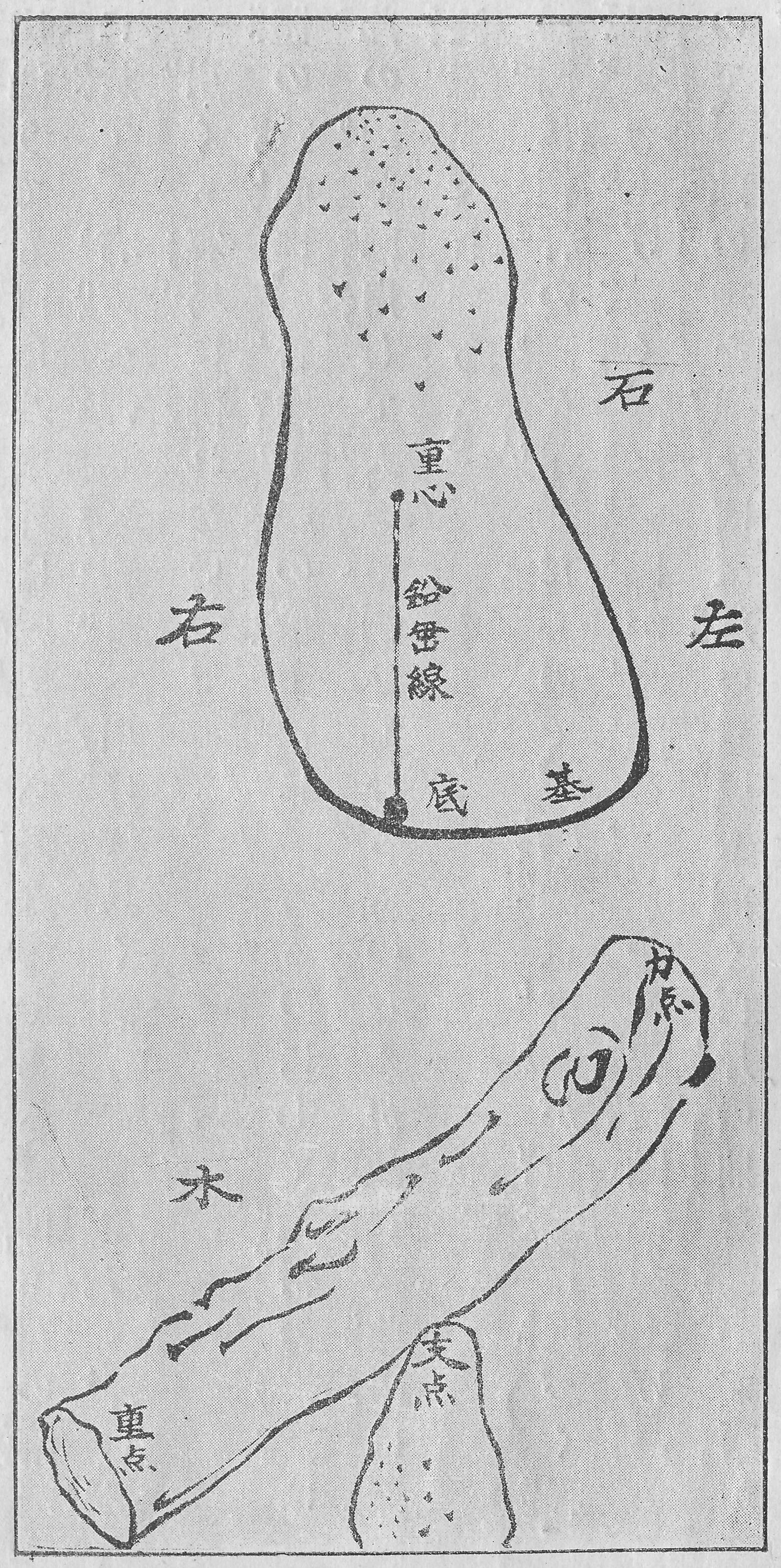
戸塚彦介が柏崎又四郎に教えた投技の極意

柏崎は体格小兵で弱かったが幼少から武術を嗜み志を決して戸塚彦介に入門した。しかし、当時の戸塚派楊心流は大兵ばかりであったため柏崎は戸塚に「先生、自分はこれまで非常に御恩顧に預かりましたが、ご覧の通り小兵者でありますから、到底西郷山岡などという剛の者を挫ぐ事はできません。それ故今日限り柔術を辞めたいと存じますから、どうぞお許し願いたい。」と言った。その時、戸塚は「汝よく聞け、柔術には体格の大小を論ずる必要はない。柔能く剛を制するという。卵は三歳の小児がこれを転がすも大人が転がすも同じことである。また物には重心というものがある。されば、かの絹針一本でも能く物の重心に中った際には、その物はたとえ何貫重かろうがこれを支えることができる。汝よくこの理を納得して勉めよ。」と教えた。これにより柏崎は、敵の重心を基底外に誘い我身の上に釣込むという投技の理を悟った。そして粉骨砕身その奥儀を極め「戸塚派の柏崎」「柏崎の戸塚派」と言われるほどになった。
この時の戸塚彦介の教えについて深井子之吉が解説している。
物体が平面上に安置されている理由は、重心の鉛直線が物体の基底内にあるからである。立っている物体を倒すには鉛直線が基底外になければならない。卵が転がるのは基底が非常に小さい点であり少しの力でも鉛直線が基底外に出てしまうためである。図の石は右方に押すか引くかすれば容易に倒せるが左方へ押したり引いたりしても倒れない。人間の重心は下腹の最下部にあり柔術の投技は全てこの理を応用して人を転倒させている。
また物体は支点が重点に近づくほど重点部を上げやすく、また力点が支点から遠ざかるほど重点部を上げやすい。この梃子の理を用いると三歳の童子も百斤の鼎を動かすことができる。柔術の腰投や背負投などは梃子の理に基づいている。敵の袖襟は力点、我腰部臀部は支点、敵足部が重点となる。この投技において我腰部臀部を低くして敵の袖襟を引く時は容易に敵足部を上げることができる。

#### 熊本藩柔術との試合
幕末には柔術の他流試合が盛んに行われていた。
ある時、江戸の戸塚彦介の道場に熊本藩士11人が押し寄せ試合を挑んできた。戸塚彦介の門弟が次々出て試合をしたが皆全敗し、一人も熊本藩士に勝てた者がいなかった。そして、熊本藩士達は戸塚彦介に試合を求めた。この時、戸塚彦介門弟の柏崎又四郎が外出より帰ってきて、戸塚彦介に代わって熊本藩士11人と試合を行った。柏崎又四郎は熊本藩士11人を悉く投げ倒して勝利し、皆呆然として謝り道場を去った。
これにより柏崎の名声が高まったとされる。

#### 不遷流 武田物外との試合
柏崎又四郎は1860年（万延元年）に沼津藩を辞し、芸州広島の宮浦松五郎の家に寄食して道場を開いた。柔術師範の増原泰助、広島藩柔術師範の林大蔵の門人全員を引き受けてその名を知られていた。
ある時、尾道済法寺住職の武田物外から試合を挑まれた。武田物外は不遷流柔術の創始者であり、膂力衆に超え150人力と言われた怪力の持ち主で数多くの逸話がある人であった。
武田物外は「常に言う柏崎何人ぞ。一拳の下に打ち据えんのみ。」と言って藩主に請い柏崎又四郎と試合をすることを望んだ。当日藩中一般観覧の下に雌雄を決することになったが、柏崎又四郎が僅か一二合で武田物外を倒したとされる。これにより柏崎の名誉が上がり広島藩主が藩士として召し抱えようとしたが、沼津藩水野家の者だったのでやむを得ず捨扶持70俵を付与して特別待遇を与えた。

#### 講武所での試合
広島での試合の後、戸塚彦介から呼び戻され江戸に帰った。ある時、幕府の講武所の前を通った。柏崎はもうあまり稽古をしなくなっていたので、これを見た講武所修行人は腕が余程弱っていると考え、柏崎を講武所に招き入れ稽古を願い出た。
講武所の修行人は当時の江戸で一流の腕達者のみであったが、柏崎は電光石火の横捨身で一投げに叩きつけて相手を気絶させた。
その猛勢に到底当たることができず、他の人は舌を巻き後は誰も出る者がなかった。

#### 柏崎又四郎と横山作次郎
下記は内田良五郎が横山作次郎から直接聞いた話である。
明治20年頃に講道館四天王の横山作次郎と明治年間で一品と称せられた良移心頭流の中村半助が警視庁で試合を行い勝負を決せずに引き分けた。
これにより横山作次郎が天下にその名を上げた。
この時、柏崎は70代の老齢であったが横山作次郎に会いに来て、未だ柔術が衰えていない喜びを述べ、これを励まし去っていったという。

### 戸塚彦介と久冨鉄太郎
久冨鉄太郎は久留米藩の渋川流七世渋川伴五郎の弟子である。渋川流柔術を約27年学んだ後、安政元年（1854年）に自家を飛び出し各流の師範を訪ねて乱捕の技を試みた。江戸時代の乱取は各流派で名称が異なっており乱取・勝負合・最鍛意・アガキ・試合・組・合のこり・捕合ひ等々多数の名称が用いられていた。
朽木藩柔術師範を務めていた起倒流の直村榮左衛門を訪ねた際、教えることは渋川流と違うが乱捕試合は大同小異であった。ここで説諭を親切に受けたが血気盛んだった久富は徹せず、さらに各流師範を回りまわって沼津藩柔術指南役の戸塚彦介に入門して乱捕の教えを受けた。戸塚彦介の他流門人への指導方針は「流派は構わない。下地は出来ているから着色し、これまでに習ってきたことを変えてはならない。この教えたことを忘れるな。」というものであった。
戸塚彦介が教えるのは専ら投手であり「徹頭徹尾呼吸が盡るまで講修すれば自然名人上手になれる。」と言っていた。
久冨鉄太郎が明治時代に語った柔道談では、当時でも今日でも乱捕では戸塚彦介より上の人はいないと評している。
藍沢勝之が著した『練体五形法』には久富は戸塚派の随身であり日々来習していたと書かれている。
天神真楊流の井口松之助が著した『柔術生理書』に久富鉄太郎の格言が記されている。久富によると「柔術は形を旨とする。乱捕は柔術の崩れた所より起こるものであるが故にこれは力ばかりでも勝つことがある。しかしながら身体の虚弱なものも形の術に上達すれば必ず剛力に勝つことを得るのは柔術の術であるので常々乱捕よりも形を専務にすることを旨とする。」として乱捕より形を重視する考えを持っていた。

#### 久冨鉄太郎の乱取
久冨鉄太郎が明治時代に教授していた乱取である。久富が幕末から行った柔術修行40年の経験から編成した乱取技であり、投手（投技）・占（絞技）・固（固技）・手足順逆捕（関節技）で56の技があった。
相手との組み方は方・三角・斜・平身・円の五種類ある。また立合・居取の二種類の始め方があり、勝負の分け方は五ヶ条あった。
投技での勝負の分け方にある縁を離れ投げ棄てたときというのは、投げられた者が手を離してしまった状態であるとしている。
勝負の分け方
1. 勢気の尽きたとき
2. 体を固めたとき
3. 場の広狭により二間以上（約3.64m）押し切ったとき
4. 呼吸を止めたとき
5. 縁を離れ投げ棄てたとき
（ただしこの一項は見証の注意を要する）

乱取心得
居取、行逢
五体勢
方、三角、斜、平身、円
投手
機會投
足ノ拂、後之先、引落、向拂、つま懸、内股、裏、膝捌、夢想投、背揚落、衣カツギ、一文字、スクイ足、裏挟之投
腰投
上手腰、下手腰、負腰、拂腰、割腰、腰ノ反シ、貫抜腰、裏腰
捨身投
四手投、海老投、左右朋投、背負投、上下腕巻込ミ、廻リ投、踏反シ、尺反シ、貫抜返シ、逆捨身
エモン占、胴占
左右ノ絞リ、十文字、突込み、捻リ反シ、背口違イ取、裡占、羽骸占、胴占
固メ
袈裟固メ、貫抜固メ、タスキ固メ、四方固メ、乗馬固メ、踏流シ、割固メ、海老固メ
手足順逆捕
巻込ミ、貫抜、腕搦ミ、袖カラミ、小手反シ、手首折、足搦ミ

### 戸塚彦介と石井又左衛門
石井又左衛門忠真は佐賀藩の人で関口流の柔術家である。石井忠真は江戸で戸塚彦介から柔術を学んでおり、江戸時代に著述した『拾華録』という随筆に詳細を書き記している。『拾華録』は石井が見聞した柔術に関わる教えをまとめたものであり、関口流や戸塚派楊心流の教え、諸流の特徴、師範や古老から聞いた話などを紹介していた。石井忠真は明治元年（1868年）の戊辰戦争により44歳で戦死した。
『拾華録』には、良移心當流・起倒流・関口流・大圓鏡智流刀術・制剛流・無人斎流・渋川流（関口流）・無想流・楊心古流・楊心流・竹内流・一刀流・心當流・扱心流・真心當流・専當流・喜楽流・堤宝山流・真乱流・竹内三統流・天神真楊流・荒木新流・八天無双流・義経流・楠流などの特徴について簡潔に紹介されている。
楊心古流は立業で太刀と縄術を用い最も襟締めを重んじて奥儀に死活の伝があると記している。
以下は戸塚彦介と楊心流に関わる話である。

#### 江上観柳について
江上観柳は楊心流の師である。若年の頃より柔術を学び野に臥し山に入て神気をよく養った。しかし楊心流の奥意得心できないことを憂て、全く柔術をやめてしまった。ある日家の門前に立ち出て四方の風景を眺めていたところ、水辺の柳があでやかに枝垂れていた。動風が颯と吹いても嫌意なく自然と風勢を除くのを見て始て柔の剛を凌ぐの意味を悟り楊心流の奥意を会得した。これにより俗名を観柳と称した。江上は一説に手島とも言われる。

#### 戸塚彦介が語った三ヶ条
必定勝という慢心があればまことの勇気ではない。必ず勝ち応じても勝たない気持あるこそ大勇という。
業合の時、我身を囲い禦いで人に業ができないようしてはいけない。禦げば人我ともに術がふさがり無益の試合になる。まず人に業の出来るようにしてまた自分の不足を修行すれば妙処に至ることができる。唐土の智ある人の言葉に、目前の路筋は狭く狭い時は人通りが無くなり遂に道も荒れ草木なども茂る。
人に勝つ極意は、まず我が死身になることである。そうでなくては私意疑念が生じて場に臨む毎に人に後れを取る。

#### 柔術修行の年齢
八幡下道場での話である。
大底の諸芸手練の人を見ると皆年が若い時までであり、特に柔術の業前は身体の辛苦が強く中々堪えるため、我等も三十歳までを目途にしなければいけないと言ったところ戸塚彦介は大いに一笑した。戸塚彦介は「父の彦右衛門は50歳まで少しも変わらずに稽古していた。我も当年40歳になるが、これまでの試合を能々考えれば日増錬磨したいと思う。今後十年の間になおまた情熱不伝の妙処を悟り得るべく先が長いので楽しみである。」と石井たちに語った。

#### 戸塚彦介の教え
勝つ気持ちあれば争心が生じて気が却って塞がる。また負ける気持ちあれば恐怖の念が生じて気いよいよ怯む。この二つを遄と忘れて始て勝負ある事を合点する。勝負の念慮あるまで極意に敵いがたい。勝負を忘れた後、勝負ある事を知るべきである。

#### 戸塚彦介が語った四ヶ条
柔術の大意はまず目付高くして早きより進め。苦の無きを見て捨道、苦は楽の門入である。負けるを憂て勝ちを貪ってはいけない。自体が軽いうちに一種の粘り、柔弱のうち不思議の至り、剛形なきうち不見知の至り、形動静虚実は機によって変化する。これが術の始終である。
力は人々の分量外より加えてはいけない。すなわち自念力である。まずこの自念力を捨てきり稽古の力に入れ替える。力の具合は風の力を最上とする。その形は見えないが勢い激しい時は大木を倒すものである。自念力には限りがあるが、稽古の力は限りないのでよく工夫しなければならない。
歌に、形なき物かと見れば松風の枝も動かず音もこそすれ。
業前は思わないのが弱ることの糸口である。稽古の気が離れたらそれ限りである。年老ても辛抱が杖柱であれば油断なく工夫錬磨するべきである。

#### 戸塚彦介の行状
戸塚彦介の容貌は魁悟であり英気は人に迫る。温柔敦厚でよく人を愛す。芸場を江戸の西久保八幡下に建てる。業を受ける者は数百人であり、戸塚は夜明けに柔術着に着替え尽日子弟を教導していた。夜に至り普段着に替え常に麗衣を着なかった。美味を嗜まず、晩茶疎食を子弟と共に飲食する。美談あれば食を忘れて楽しみ、軽語遊戯の事が耳に振れれば笑って席を立ち暫くして懇ろにその人を教戒する。子弟来て技を受ける者は日に10以上であり、都下第一の芸場であった。芸場は弟子の中で最も俊秀の者を選んで任せていた。鮫ヶ橋の芸場は片山、番町の芸場は森、八丁堀の芸場は毛利、幸橋の芸上は今田七郎が務めていた。式日を以て日に六度輪廻して教える。水野候邸と八幡下の芸場は自身が務めていた。

#### 喧嘩の話
戸塚彦介の門人の森が石井に語った話である。
水野出羽守の徒士の者が常盤橋辺りで青山家の武士と不慮の喧嘩になった。徒士の者は戸塚彦介の門人でかねてより柔術を学んでいたので、喧嘩で衣紋を取り締め込んだ。相手が気絶しているのを知らずにひたすら強く締め付けた。しばらくして緩めたら、いつの間にか相手は気絶しており手足が動かず全身が冷えていたため、却って仰天し急に馳せ来てこのことを戸塚彦介に話した。戸塚彦介は「もはや逃げ去っていることだろう。気遣いには及ばず。」と答えた。さっそく先ほどの場所に行ってみたところ、戸塚の言った通り人跡が見えなかった。

#### 毛利釩之助から聞いた話
戸塚彦介の門人の毛利釩之助が石井に語った話である。戸塚派の話であったかは不明である。
ある人は柔術を修錬しており同門で敵する人がいなかった。常々、自身の力量を実地で試そうと思っていたが、みだりに通行人を投げ打ちし難かった。ある夜、江戸吉原三谷土手を通行していたところ、向うより酔っ払った遊び人が歩いてきた。これを投げ倒して自身の武術の効能を試そうと考え、互いに行合う瞬間に土手の上から下に真っ逆さまに投げ落とした。土手に落ちた遊び人は静かに起き上がって服の泥を払い土手を登ってきた。
これを見て立ち去り、懐中に手を入れようとしたら着物が横筋に切れ羅紗の紙入れ（厚手の毛織物の小物を入れる携帯する用具のこと）で切り止まっていた。遊び人を投げた時、いつの間にか刀を抜かれ切られていた。また遊び人は土手に落ちたのに静かに起き上がってきたのは素人のできることではなかった。このような遊び人でさえ修練の人であったとは世の中に数多の成熟の人がいると思い、自慢するのは一生の恥辱であると慎んだ。これにより精を出して遂に極意に至ったという。

### 藍澤勝之の話
戸塚彦介の門人である藍澤勝之は明治36年（1903年）に二人で行う体操を解説した『練体五形法』という書籍を出版した。その中で戸塚派楊心流に関わる話を多く紹介している。藍澤勝之は柏崎又四郎に次いで沼津藩柔術教授方を務めた人物である。

#### 藍澤勝之の経歴
藍澤勝之（1840-?）は元沼津藩士で40～50年ほど前に武家に生まれた。16～17歳ごろに諸種の武術を習い始めた。その中で専ら柔術をよく行い、当時天下の有名者であった戸塚彦介に入門し日夜その門下に出入りして楊心流柔術を学んだ。藍澤はおよそ30年研究修行し、武芸百般は全て身体強壮に基づくので、柔術は諸芸に通ずることから武芸の初歩となるものであると推考している。

#### 戸塚彦介の塾について
沼津藩は柔術に於いて他藩に譲らず優秀な者を多く輩出した。藍澤が子供の頃の戸塚派の傑出した門人は山口雄次郎、毛利釩之助、柏崎甚平、柏崎又四郎、小原三一郎、小熊兵次郎、勝呂八平、山本傳八、小高亀太郎などがいた。戸塚派から出た門人により他藩に広まり流派が大きくなった。藍澤が江戸に出た頃には、有名な柔術家として神田お玉ヶ池で天神真楊流を教えていた磯又右衛門と西久保の戸塚彦介が並び称されていた。その後、戸塚彦介は愛宕下に塾を移し幕府の旗本御家人、諸候の家臣、町家の者など3000人の子弟に柔術を教授した。
演習は一年間で元旦と8月15日の二日を休業としており、塾生は平素15～16人であったが毎朝8時から夕方5時まで稽古していた。外来門人は日々数百名以上であり、とても混雑していたが一場に三組の対試を分けて研磨した。江戸の道場で盛んなのは他になく、これにより屈指の門人が多くいた。
戸塚彦介は戸塚彦右衛門の嫡男であり、戸塚彦右衛門は江上観柳の高弟で奥儀を極めた人である。戸塚彦介は18歳の時に戸塚彦右衛門が亡くなったことにより、戸塚彦右衛門の旧門人から指導を受けて遺業を継続した。戸塚彦介の子は戸塚英美であり、藍澤が入門した当時より修行勉励して遂に三世師範となった人であった。藍澤の記憶で戸塚派の傑出した同門は、旗本、御家人、丹南藩、久留米藩、徳島藩、佐賀藩、長州藩、郡山藩、鳥取藩、薩摩藩、赤穂藩、西尾藩、浜松藩、掛川藩、岡山藩、松前藩、新庄藩、館林藩、土浦藩、佐倉藩、延岡藩、膳所藩、姫路藩、江戸などの諸藩に多くいて枚挙にいとまがなかった。
下記は藍澤が記憶している諸藩の傑出した門人である。
旗本
片山清十郎、佐藤保次郎、中條金之助、牧野三之助、井上鍵次郎、堀七之助、渡邊健三
御家人
眞野大貮、荒木佐一郎、久保榮太郎
丹南藩
金谷七次郎元良、西村定中
久留米藩
久富鉄太郎（渋川流）、古賀芳之助
徳島藩
笠原恒助
佐賀藩
立川千兵衛、原敬四郎、前山十内
萩藩（長州藩）
佐久間勝太郎
郡山藩
岩田民次郎、野口庄三郎
鳥取藩
安住百太郎
薩摩藩
川北新九郎
赤穂藩
疋田元治
西尾藩
坂田平一郎、小島兼蔵
浜松藩
藤田銀八郎（柴新流）、大山吾助、柏井登
掛川藩
小澤稽三郎
岡山藩
吉田直蔵（起倒流）
松前藩
武川市三郎、三浦健三郎、梶原啓太郎
新庄藩
天野昭太郎（汲心流）
館林藩
川村清太郎、大類元四郎、林虎次郎、井上亀八郎
土浦藩
館野芳郎
佐倉藩
笹沼八郎、島田繁次郎、横山卓、加藤連之助、林好和、大川傳三郎
延岡藩
鈴木孫八郎、三宅仙蔵、内田千之助
膳所藩
細身欣之助
姫路藩
鞍貫藤三郎
府下所士
中川専介

#### 明治維新後の楊心古流
明治維新の廃藩置県の際、時勢により砲術と騎馬を除く武術一般は廃絶に傾いた。藍澤は柔術は身に寸鉄を帯びない時の護身に必要なので世々永続しようと苦慮している内に沼津に道場を設け教授を始めた。当時有志の者の他に相撲力士幕下の荒鷹、磐城山、福井川、三崎山より入門を申し込まれ城下志多町で4～5名の弟子に柔術を教授した。
明治初年に沼津藩が菊間に転じるに従い上総市原郡松ヶ島村に道場を私設して有志に教授した。1870年（明治3年）宮谷県に出仕し収税未納取立方を命じられた県令の柴山典より依頼され出仕の諸氏に柔術を教授した。しかし、1871年（明治4年）に宮谷県が廃止され木更津県が置かれたことにより武技断絶となり到底地方では行われないということを洞察し、神奈川県や東京に移り何もせずに4～5年過ごした。ある時、知己の沼間守一と会った。この沼間守一と謀り警視庁巡査一般に柔術演習の必要性を説いて、もし実行された場合は藍澤が周旋することになった。沼間が川路大警視へ談判を行ったが、当時巡査にはフランス式練兵の演習中でありその他勤務の余暇はないということで行われなかった。
1875年（明治8年）一刀正伝無刀流の山岡鉄舟と剣柔合併の一大教場を設立しようとしたが頓挫し、1876年（明治9年）山岡鉄舟の推薦で宮家の家扶となった。1877年（明治10年）西南戦争が起こり従軍しようとしたが職務により叶わなかった。
1878年（明治11年）戸塚派楊心流の沼津藩の同門である島村峰芎が千葉県で巡査や看守に柔術を教えていることを知り、柴原武雄の推薦により1879年（明治12年）に千葉県警の警部となった。これにより藍澤は本務の傍ら巡査や看守に柔術の教授を行うことになった。1880年（明治13年）に船越衛が千葉県知事になったことにより剣術柔術が一層盛大となり、技量家の剣士が千葉町に来て剣柔が振るって研究された。その頃から警視庁においても剣柔演習の説が興り、警官が剣術柔術の訓練を受けるに至った。ただし初めは明治15～16年頃に久留米の久富鉄太郎や鹿児島の図師崎などが警視庁に来て巡査に武術を教授した。当時、藍澤は千葉県下千葉町、木更津、八日市場、銚子、松戸等の巡査看守に柔術の教習をしており、松戸在勤中は教導団の豊島陽蔵や千葉県知事の船越衛の指名で砲兵数十名の訓練を依頼された。この砲兵は何れも体格力量抜群であり古家甲子次郎、岩井岩吉、八木寅次郎（後の天神真楊流師範）等の秀士を輩出した。
ある時、千葉県知事の船越衛は藍澤に対し戸塚英美と共に警視庁の訓練方法を視察するため出張を命じた。これにより戸塚英美と同行して上京したが、警視庁の教師は戸塚彦介の門人で日々習いに来ていた久富鉄太郎であり指導を受ける必要がなく空しく帰郷した。その後、1883年頃（明治16年）より警視庁において盛んに柔術訓練が行われるようになり各警察署で世話係を置くようになった。当時、久富鉄太郎と同郷の久留米藩の中村半助、上原庄吾、太田などが四谷警察署に来て扱心流柔術を演じると聞き戸塚英美と共に上京し試合を行った。
警視庁では中村、上原、太田の三名を中心に柔術の訓練をしていた。戸塚英美は戸塚彦介と千葉県市原郡に移住した。千葉県知事の船越衛が更迭された後は千葉町に来て柔術教授に尽力した。
各警察署の世話係には麴町に好地圓太郎、赤羽に金谷七次郎、浅草に大竹森吉、千住に森耕蔵、本郷に照島太郎、本所に山田寅吉、押上に西村定中、神田に山本欽作、牛込に片山愼太郎など何れも千葉県出身者が任命された。このように戸塚派楊心流が多数を占めるようになったが、後に講道館柔道の嘉納治五郎の門人が多数を加えることになった。
嘉納治五郎は明治15～16年頃に某館において戸塚彦介門下の佐野周三郎と試合を行っている。佐野周三郎は藍澤の沼津藩の同門であり千葉県出身の義弟であった。嘉納治五郎はその頃から専ら教授を自任して横山作次郎、山下義韶、戸張瀧三郎などの技量家を輩出した。これにより嘉納治五郎の門人が多くなった。藍澤は嘉納治五郎とは遥かに年齢が異なっており、嘉納の師匠である起倒流柔術の飯久保恒年と男谷精一郎の道場で毎度試合をしていた。
男谷精一郎は幕府の剣術師範家で門下の天野正蔵、段野源之進、榊原鍵吉、菊池為之助、中條、三橋など数十名の剣士が柔術訓練を希望して柏崎又四郎に教授を依頼した。藍澤は柏崎又四郎と共に男谷道場で多人数を指導した。この時に飯久保恒年とは時々試合していたが飯久保恒年門人の嘉納治五郎とは面識がなかった。

#### 楊心古流の修行
藍澤は沼津藩輩出の柏崎又四郎を首魁として都築弘、島村峰芎、照島太郎、佐野周三郎、深澤為吉、天明力松、大木保太郎、杉山教道、斎藤寅作などと共に切磋琢磨して修行した。
修行には二尽夜通徹修行と七日間断食修行などがあった。
七日間断食修行は12月11日より17日まで厳寒の中、大名小路より愛宕下まで日々歩いて通い断食稽古を行った。また塩味喫煙を禁じたり、二十一日間断穀なども行っていた。
藍澤は1865年（慶応元年）より沼津藩においては柏崎又四郎に次いで藩士の教授方を務め、その他私設道場を五か所有していた。また1892年～1893年（明治25年～明治26年）小伝馬上町に道場を開設し約570人の門人に柔術を教授した。

#### 楊心古流について
藍澤によると、楊心古流は元々武芸ではなく肥前国長崎の医師である三浦楊心斎が人身健康のために起合行合居捕の三條手形72目を作り、加えて死活の秘法を伝授したことに始まるとしている。楊心古流は一種の健康材として用いられており、後に楊心流と三浦流と分けて称されるようになった。
起合行合居捕の三條手形72目から始まり最後に残り合と称して乱搏を行ったが、現在は手形を後にして乱搏のみ修行するようになった。乱搏は千変万化機に応じ活動するので、敵と競争するうえで自然奮発力を起して研究する趣味であるため盛んに行われていた。

#### 七日間の断食稽古
七日間の断食稽古とは戸塚派の有志が往々に実行してきた修行法である。
この断食稽古は戸塚彦右衛門が若い頃に芝赤羽に教場を開設していた江上観柳に入門し通学していた頃に起きた出来事に由来する。
当時の戸塚彦右衛門は19歳で戸塚正蔵という名前であった。ある日、戸塚の父が戸塚彦右衛門に対し「稽古のために毎日通学するのは悪くないが、もはや年頃になったのだから時々家事を顧みて父の手助けをするべきなのに全く気に掛けないのはいかがなものか。かつ年末が迫っていて用事百般、中障子の張替え・薪木割・内外掃除等は汝の務めではないか。これを老父にのみ任せているのは重々心得違いである。」と言った。戸塚家は単身独歩で米一粒も恵む人がない侘び暮らしであり、三度の食事も全て老父の手で作っていた。戸塚の父は「いかに柔術好きであっても食事をしなければ稽古できない。少しの手助けもしないから、その上で通学してみろ。」と戸塚彦右衛門を叱った。戸塚彦右衛門は「食事をしなくても稽古に差し支えない。」と答えたので戸塚の父は怒り「汝が過言、食事をせずに稽古をしてみろ。」と言い放った。戸塚の母は戸塚彦右衛門の心得違いの過言について父に謝るように再三再四諭したが従わず翌朝に至った。
戸塚の父は教場に同行し戸塚彦右衛門の挙動を観察したため大いに困った。戸塚彦右衛門は調食を食べることを妨げられ今更謝罪もできず毎日父の同行があるのでやむを得ず、その日より断食して稽古に通うことになった。道場において力働は全く平素と異ならず25～26人の敵手と演習していた、四日目の朝に戸塚の母より更衣を命じられ、服の所在を聞いたところタンスにある浅黄の門服を着用するように言われた。着替えをしようとしたところ袖がやや重かったので手を差し入れて出したところ紙に包んだ握り飯が入っていた。これにおいて始めて母の慈愛を悟り感激して涙を流した。ただ父の前に憚りがあり便所に入って九拝して握り飯を食べた。ついに七日目に至り戸塚の父が例の如く同行し終日の演習を観察して立ち帰り戸塚彦右衛門を呼びつけた。戸塚の父は顔色を正して「汝が断食の稽古、今日まさに一周に及んだ。汝が知っての通り毎日同行して挙動及び演習を見たが終始変わらず、一徹の精神日々数多くの敵手に対して全く疲倦の色も見せず役力互角の柔術修行をよくも今日まで継続したものだ。我が子ながら感ずるに余りあり。いやしくも尋常者の企て及ぶべきこととも思われず、このような士気を養うとも知らずに家事の苦情を言ったのは老父の誤りであった。今後は俗事百般は老父自ら負担して明日より飲食して充分の修行を遂げ天下無双の達人となって自らを立て家を興してくれ。今日の浪士の細い煙も後日の飽暖となることを汝に期待する。これまで汝の成否いかがを試し辛く当たった親の意地を恨まないでくれ。」と涙を浮かべて謝った。戸塚彦右衛門は先日の失言を謝罪し「平素の困苦を朝夕見ていたが忍び難く、以前から興家の志を懐き両親を一日も早く安泰の地に居つかせようと尽夜起き臥し奮念の余り過激な失言に至ってしまった。今更何とも恐縮至極幾重にも宥怒を賜りたい。」と心から謝った。戸塚の父は喜び、母は安心した。戸塚彦右衛門は切磋の結果ついに天下の達人となり家門を興した。この話は戸塚彦介が幼児の頃に戸塚彦右衛門から聞いたことである。親が実行した苦行は子としても成し得ることができるとして戸塚彦介は壮年の頃に七日間の断食演習を行った。また門弟も師に倣って七日間の断食修行を行った。藍澤の同門では長岡武左衛門・山口雄次郎・毛利釩之助・柏崎又四郎などが行っていた。元当主の戸塚英美もまた七日間の断食演習を行ったので戸塚派は流儀上断食を定式と心得ている人もいたが、決してそうではなかった。しかし、天神真楊流の磯又右衛門の塾生等には断食修行をしたのは藍澤勝之だけと思っている者がおり、食時を過ぎ飢えを思う者がいたら「何ぞ一時や二時の遅きを言わん。戸塚の藍澤は七日間食わずに稽古をしたるぞ。」と言われていた。
この断食稽古は実行したものでなければ事情を知りがたい。藍澤が実行した時は厳寒の中であった。大名小路と称する和田倉門前から日比谷門を出て毛利邸の北側外長屋に沿い桜田門手前を左に新橋を渡り愛宕下通り出て道場に至り、稽古着を着たら氷のようであり甚だ難儀した。これにより毎朝起きてすぐに稽古着を着こんで外出した。日比谷門外の長州邸の北側の屋根に残雪があり西風により吹き降りて頭上より礫のように受けるため難儀するため道を変え、数寄屋橋通りに変え久保町の原を通過した。当時は露店が並んで蕎麦・汁粉・牡丹餅・握り鮨、中には蒲焼・鴨雑煮など種々雑多の飲食物が眼に触れ鼻に触れて耐えがたき困却であった。三日目～五日目頃まではただ食べ物の事のみ思い続け、これではだめだと自らを戒めて奮発するも精神気力も衰えて忘れようとしてもできなかった。飲料は水を用いるがわずかに咽喉を潤すだけでありあったため期日後に便通の難事があった。七日間が終わり翌朝、塩入の粥を口にした時は口中・両こめかみ・顔一面に染み渡り、その味は例えることができないものであった。
また二十一日間の断穀の話を口にすると畢竟痴狂と笑侮されるが、慶応年間（1865～1868年）においては熱心にこれを践行していた。断穀はわずかに甘藷と大根のみに生命を委ねるというものであった。二十一日間の断穀は七日間の断食に比べたら殆ど容易であった。また二十一日間の禁塩は身体の疲労は勿論、二日目頃より全ての食味を口にするも嫌悪したが何か物を腹内にあるので少しは体力を有していた。この修行後、再度行ってはいけないと断定したのは禁塩と断食である。

#### 修行の効果
畢竟は全て練体に基づいた修行であるため彼我を問わず知らず知らずに虚弱の者は壮健に復し、柔微の者は多力になり、痩せていれば肥満し、屈していれば伸長する。藍澤は幼児の頃は性質虚弱であり13～14歳の頃より膓胃を患い3～4年間は宿痾のため困難を極め、身体は丈があったが肉が薄く骨は細く顔色は青白く婦女子を彷彿とさせる状態であった。しかし、剣柔その他の武技を演習して以来ようやく快復してきて、27～28歳頃には体重が十九貫八百目（約74.25kg）となり力量は元々少なかったが修行当時は四斗二升の米俵を片手で容易に肩に担ぐことができた。ある時、鶴舞藩で柔術稽古後に旅館に泊まり藩士十数名の訪問があって雑談していたところ、中田藤三郎という人から「貴殿は馬を背負うことができるという風説を弊藩で取り沙汰されているが、はたして事実なのか。」と突然意外な問いを受けた。全く覚えがないことであったが馬を担げる力量があれば四王天をも挫くことができると共に一笑した。このように自身が知らないことまで世間で話されているので驚愕したが全て修行研究の余影というべきものであった。

#### 戸塚家について
戸塚彦右衛門の成長と家庭の厳格さは断食の話から推知するだけである。戸塚彦介は柔術通達は勿論、品行方正で師として表に立つ資格を全て有していた。天性に加えて戸塚彦右衛門の家訓を専一にしていたため、戸塚彦介の高名は諸州に聞こえ門人は数千人に達していた。文久年間（1861～1864年）戸塚は沼津藩から進出して幕府の柔術教授方を任され宝蔵番次席の栄誉を得た。愛宕下道場は勢炎右に出るものがなく柔術家としては府下の老少・婦女・奴婢に至るまで知られていた。藍澤が入門した時は戸塚彦右衛門は既に亡くなっており、後にその事蹟を詳しく知る由もなく戸塚彦介が折々遺訓を示すのを聞くだけであった。

#### ロシア水兵六人を捕縛する
藍澤勝之は戸塚彦介から「術というものは全て精神の感動より発するが、身体の作用に至っては感動より迅速である。即ち間髪を入れない間にある。故に術に熟達する時は、思慮を回さず寸隙なく四肢が働きすぐに敵に応じることがある。苟も斯道を学ぶ者はこの心得が無ければならない。例えば敵こうすれば我こうしてこれを防ごうとか、あるいは右腕を上げて突いて来たら両腕を張って挫こうとか、いずれも伝授法に論じる所であるが実際は法の如く容易にできるものではない。また、その場所と敵の身体と己の位置とにおいても各異なりがあるので臨機応変の工夫が肝要であり素より研究習熟の上にある。」と教えられた。
藍澤が神奈川県で警察官をしていた1872年11月（明治5年）ロシア艦の水兵六名が酔狂して吉田橋の前で高島嘉右衛門の使用人を乱打ちしており、偶然その場を通りかかった藍澤が一人で六人を捕縛したという事件があった。
始めは暴行しているのは一人だと思いすぐに拘致しようとしたところ、ロシア水兵は却って憤激して殴り蹴りと乱暴してきたのでやむを得ず投げ倒した。一人を捕縛しようとする間にまた一人が後ろより来て藍澤の臀部を蹴った。藍澤は振り返って投げたが、先に倒した者が起き上がり共に左右より藍澤を捕えた。藍澤は屈せずに二人を捕えて倒し左右に二人を押さえたが、間もなく四人の水兵が突っかかってきた。互いに掎角の勢をなしてて水平六人は足に抱き着き、面部に攫み付き、泥を握り投げたりしてきた。藍澤は身体の自由がなくなり、これがいわゆる思慮が回らない寸隙ない状態であれば当や蹴込（当身）はこの場合であると、奮って蹴り倒し投げ倒した。ようやく六人の手を離れ一人ずつ腰投・両足貫・捨身等でしばらく六人を苦しめていた時、同僚が追々馳せ来て悉く捕縛した。戸塚彦介の訓諭は後に思い当たったという。
この事件で藍澤は神奈川県より勲章を授与された。当時、この事件は三歳の童子もよく知るところとなった。
藍澤はこの事件について、平素修練の効果は空しくなく臨機応変の働き出ることができたのは戸塚彦介からの賜であったというべきであり、故に身体錬磨を以て肝要の術を暁悟したのはこの類の多数の経験よるところであると記している。

### 戸塚英美と天神真楊流の試合
天源淘宮術研究會の吉岡精一郎が淘宮術皆伝の桑島光品から聞いた戸塚英美が行った道場破りについての話である。
桑島光品は1840年（天保11年）生まれの刀剣鑑定家である。桑島は幕府刀剣御用係の本阿弥家の養子となり慶応3年明治天皇即位に際し三種の神器の一つである剣を研磨したことで知られる。
昔、江戸西久保に柔術名人の戸塚彦介という人があり、その息子である戸塚英美も親に譲らないほどの腕前があった。
そのころ江戸神田於玉ヶ池に道場を構えていた天神真楊流の磯又右衛門という人がいた。ある時、戸塚英美が天神真楊流道場の門前を通ると往来の人が無双窓から柔術稽古をしているのを覗いていたので自分も好む道であるから人々と一緒になって見ていた。すると突然、窓から湯を浴びせかけられた。戸塚は立腹して磯家の玄関へ行き、熱湯を浴びせられてこのまま引き取るわけにはいかないので磯又右衛門と試合をしたいと申し込んだ。
後日、天神真楊流一門と試合をすることになったが、磯又右衛門も戸塚は有名な柔術家であるので大勢の弟子たちを連れて来ると考えて高弟達を始め大勢の弟子を呼び集めた。また、玄関に紫の幕を張り廻し赤飯を蒸し、証人として知友の剣術家である北辰一刀流の千葉栄次郎等の有名な師範を呼び寄せ十分の準備をして戸塚を待った。しかし大胆にも戸塚英美はただ一人小倉袴を穿ち平然と乗り込んで来たので磯の方は驚いた。そして磯又右衛門の高弟達と戸塚英美の試合が始まったが、磯の高弟達は皆負けてしまった。
磯又右衛門は急病と称して試合をしないので戸塚英美は大いに怒って磯又右衛門と立ち合わずに帰ることはできないと言って引かないので仲裁に入った剣術の師範達が大いに弱ってしまった。その時、先生思いの九州の武士が見かねて、未熟者だが代わりに相手になるというので試合が始まった。もとより戸塚英美の相手ではなかったが師匠のためという一心で身命を投げ打って出たので投げられても絞められても押し付けられても少しも怯まなかった。この決心は恐ろしいもので、もはや殺すよりほかはないと戸塚英美も大いに関心した。戸塚英美は「磯先生も良い門人を持たれた。これで十分でございます。これを父への土産にいたしましょう。」と言って引き下がった。
このことが段々評判になり戸塚の若先生は天下の名人である言われた。ある日、戸塚道場で弟子たちが寄り集まって今の先生は天下の達人で老先生より優れること数多と言っているのを下男が聞き「今の旦那様は大旦那に及ぶものか。大旦那の御供で浅草へ行くと群衆の中でも皆道を開けて通すから楽でよかった。若先生はまだ人と一緒になって押されているから大旦那とは同日の論にはならない。」と言ったという。

### 浅井寿篤と戸塚彦介
浅井寿篤は大久保利通暗殺（紀尾井坂の変）の実行犯の一人である。浅井は大酔のあまり戸塚彦介に柔術の試合を強要したことがある。
浅井から試合を挑まれた戸塚彦介は「老夫は病で疲れているため試合はできない。」と断ったが、浅井は武士の面目を傷つけられたと主張して強いて戸塚彦介を試そうとした。戸塚彦介はやむを得ず「それでは病憊であるから私は仰臥のままで、ご随意にお試しください。」と言った。大兵で強猛な浅井は仰向けに倒れている戸塚彦介の胸部を足の踵で満身の力をこめてグイと踏み付けたが、戸塚彦介は何も感じていなかった。さらに一層の力を振って蹂躙したが戸塚彦介は少しも感じていなかった。浅井はすっかり閉口し「今度は私をお試しください。」と言ったが戸塚彦介は固辞した。しかし浅井が聞き入れないので、戸塚彦介はやむを得ず正座した浅井の頸部を平手でポンと打ったところ浅井の首からゴクリと音がした。そのまま浅井の首は右に傾いて引き攣り満身の力を入れても元通りにならないので、浅井は負け惜しみで「ありがとうございます。」と戸塚に挨拶して帰宅した。帰宅後に種々の治療をして三日目に首が元の状態に戻り、さらに戸塚彦介の門弟となって柔術の修行を行った。

### 鈴木清助の話

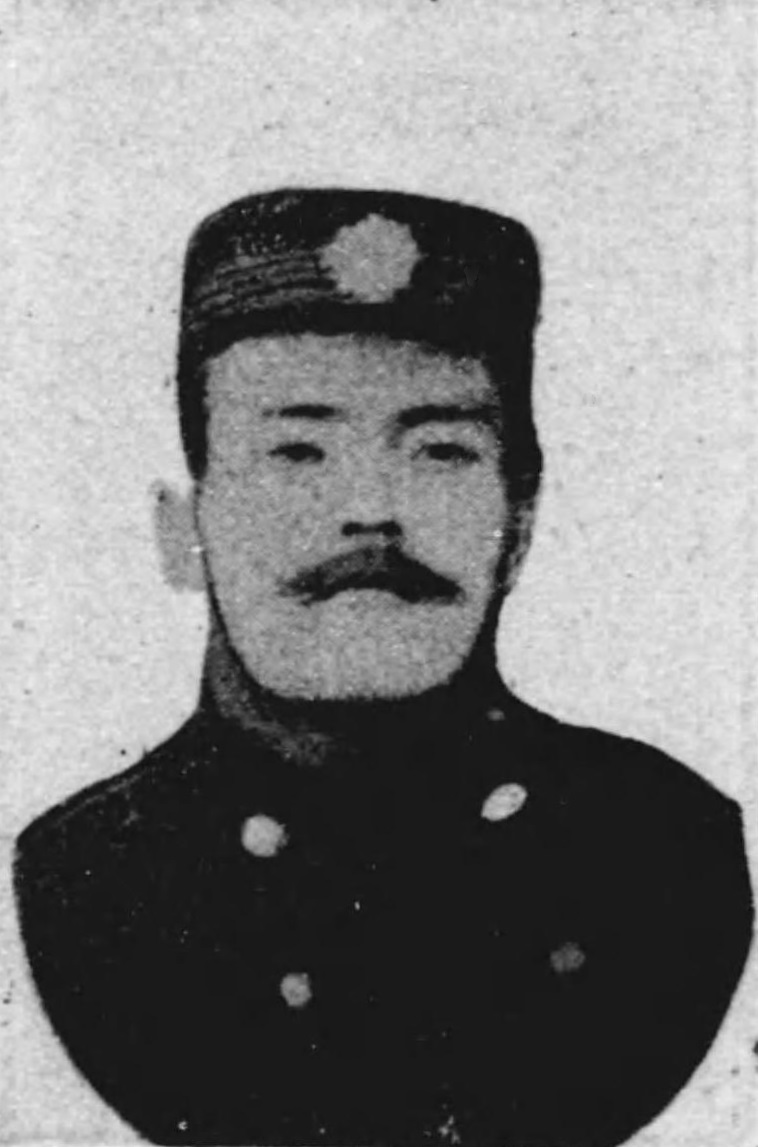
楊心古流四天王
千葉県警巡査
鈴木清助

鈴木清助（1860-1890）は千葉県警の巡査である。鈴木清助は戸塚彦介の門人であり明治時代に佐野周三郎・照島太郎・西村定中と並び四天王と称された人物である。1860年（万延元年）に佐倉町に生まれ、笹沼八郎から向井流水練、夏目又之進から鏡新明智流、戸塚彦介と戸塚英美より楊心古流を学ぶ。特に柔術の奥儀を究め楊心古流の目録を受領して当時戸塚門下の四天王の一と称された。1881年（明治14年）に東京に出て日本橋浜町河岸に水練場を設けて向井流を教授した。
1883年（明治16年）千葉県警巡査となった。1885年（明治18年）千葉監獄看守に転じたが、1887年（明治20年）巡査に復職し佐倉警察署在勤を命じられた。
1890年（明治23年）現在の１億円以上に相当する国庫金を佐倉から千葉へ運ぶ送夫を徒歩で警護する現金輸送護衛任務で拳銃を持った大男の浅野与右衛門と戦い瀕死の重傷を負いながら逮捕し四日後に殉職した。これにより、千葉市若葉区西都賀の夫婦坂に「鈴木清助巡査殉職碑」が建てられ、現在も千葉東署と千葉東地区警友会が合同慰霊祭を行っている。
鈴木清助はその功績により千葉県佐倉市内新町の延覚寺に鈴木巡査部長顕彰碑が建てられた。この碑は総理大臣の山縣有朋の筆によるものあり、鈴木清助の命日には佐倉警察署は必ず墓参りをしたとされる。
この襲撃事件の犯人である浅野与右衛門は後に死刑が執行された。

#### 夫婦坂事件
夫婦坂事件とは1890年（明治23年）に起きた国庫金輸送襲撃事件である。
1890年4月4日（明治23年）川崎銀行佐倉支店より千葉銀行本店へ一万二千八百円の公金輸送が行われた。千葉県警巡査の鈴木清助はその護衛の任に当たった。当時汽車はなく徒歩で山間の狭くて通行の困難な道を辿るほかなかった。
午後4時に佐倉町を出発し千代田村栗山新田に至る辺りから手拭で深く顔を包み萌黄の毛布纏った大男の浅野与右衛門がコソコソと付けて来た。浅野は行金を運んでいる脚夫と鈴木清助の一挙一動を窺っていた。鈴木清助は怪しみ浅野を先へ通そうとしたが進まなかった。鈴木清助は普通の旅客ではなく一種の悪漢ではないかを疑い挙動尋問したところ語気が曖昧であり怪しい動作が少なくなかった。そこで脚夫に目配せして警戒させ、自身は外套を脱ぎ剣の柄を取り万一に備えた。
千葉郡都賀村字原にさしかかり夫婦坂を越える頃には七時を過ぎ日が暮れていた。この時まで見え隠れ追跡してきた浅野は突然拳銃で鈴木の臀部を撃った。被弾した鈴木清助は振り返り剣を抜いてこれに応じ、白刃を振りかざして迫るところで浅野は三発連続で拳銃を撃った。その内一発は鈴木清助の左上腕部に当たった。鈴木清助は二ヶ所の傷に屈せず数百歩追撃し、茶園に追い込み剣で左肩を切付けた。続く二刀目で切り殺すつもりだったが、これを生け捕りにすることができなかったら警察官として恥じる所であり、このような凶漢は必ず他に幾多の余罪があるはずなので逐一白状させて罰を受けさせるべきであると思い、剣を捨て多年錬磨した柔術で捕縛しようとした。鈴木清助は銃弾を二発受け心身ともに疲れた状態で、浅野は身に余るほどの大男であり力も強く激しく抵抗してきたが遂に膝下に組み伏せた。その左腕を取って捕縛しようとしたが縄が細く浅野が暴れるため切れてしまいどうすることもできない。そこで下帯を解いて左手を縛り右手の拳銃を奪おうとしたところ、浅野が鈴木清助の腹に拳銃を押し付け二発連続で撃った。一発は外れ、一発は鈴木清助の下腹部を深く貫いた。これが致命的重症となり血は滝のようほとばしり衣服を染めたが少しもひるまずに厳重に捕縛した。浅野は共謀者がいると恐喝したが鈴木は少しも驚かず引き立て去ろうとしたところ、浅野は鈴木に対し怪我をしたかどうか再三問いかけた。鈴木は負傷したことを明かしたら浅野の気焔が増すと考え「もし、あなたのために怪我をしたら、あなたの罪が重くなるが幸いにも怪我をしなかったのであなたの罪も軽くすむ。あえて憂いることはない。」と言った。
浅野はもう敵わないと観念して「あなたの膽勇は実に驚くほかない。あなたが身を捨てて私を縛しても、その功は一二等の昇級に過ぎない。私がこのような凶行を敢えてするのは志があるからで、願わくば今私を見逃して放したら必ず千金二千金報酬として渡す。」と懇請してきた。鈴木清助はその無礼を怒り、かつ慰め叱りながら雨の後の泥道を十数町（1㎞以上）歩いた。鈴木清助は重軽傷を負って疲労困憊であり倒れそうになっていたが職務重く命は軽いと自らを励ましてようやく民家にたどり着いた。浅野を地に投げ倒し風呂桶を被せ、自身はその風呂桶の上に座り逃げられないようにした。家の人に千葉署に通報させたところ、所長の岡耕三郎が巡査数名を引き連れ現場に急行した。この時、鈴木清助は風呂桶の上に跪坐し片手で流血した傷口を押さえ、片手で捕縄の一端をしっかりと握り致命傷の重症にひるまず元気旺盛であった。重傷を負っても屈しない鈴木清助の剛胆に驚いた同僚はすぐに千葉病院に入院させた。入院中に千葉県知事の石田英吉、渡邊警察部長、父や親戚等の訪問があったが襟を正して当時の顛末を述べるだけで一言も私事を言わなかった。千葉県では鈴木清助の功績を深く賞して即日巡査部長に昇進させ、千葉県知事の石田英吉から鈴木清助に対し特別賞金の金一封が贈られた。千葉病院で治療を行ったが撃たれた所が悪く、また銃創三箇所という重症であったため四日後の4月8日に30歳で殉職した。
犯人の浅野与右衛門は印旛郡豊住村の人であり、前年の3月に銀行の金七千円を強奪した前犯を自白した。浅野与右衛門は後に死刑が執行された。浅野が千葉警察署に勾留中に「私を逮捕した巡査は実に仁者である。当時私は追われて進退既に谷まれり彼が一刀を真向に振り上げた時、身が両断されるところだったが忽ち刀を捨て捕縛された。仁者でなくして誰がこれを成し得るか。今日の生命があるのは全くこの巡査の賜である。」と感嘆し監視の巡査に語った。また、浅野が千葉監獄に収監中「大概の人は銃声を一発聞けば忽ち心臓を寒くして後ろを見ずに逃避するものであるのに私を捕縛した巡査は却って一発毎に勇気百倍し実に驚いたものであった。このような勇者を見たことがない。」と大いに称賛して看守に語った。
鈴木の治療を担当した三輪医師は「尋常の人ではないのは最初の一発でも立ち働きできないほどの重症であるのに加えて、最後の重症にも屈せずに強賊と奮闘したのは医学的より推究すれば実に不思議千万である。」と人に話したという。

### 金谷元良の話
金谷元良は元丹南藩柔術指南役であった。丹南藩の江戸藩邸より戸塚彦介の愛宕下の道場に通い楊心古流を学んだ。後に愛宕下に近い麻布に修道館を開いた。修道館は実戦で鳴らし、愛宕下の道場に他流の者がくると麻布まで使いが呼びに来たという。維新後は親交があった久富鉄太郎と共に警視庁に招かれ初代警視庁柔術世話係となった。その頃は講道館とも仲が良く嘉納治五郎も大学を出たばかりの頃で修道館へ学びにくることもあり、講道館四天王の横山作次郎も後年までよく訪ねに来ていた。息子の金谷元朗は柔道をやらずに楊心古流を教えていたが、金谷元良の関係から講道館より黒帯が送られ有段者待遇となっていた。
講道館柔道の高段者で金谷元朗の弟子である磯部映次の記事によると、金谷元良は六尺余り（約181.8cm）の大男で力が強く、母が入っている風呂桶をそのまま横にどけたり、梯子を掛けて仕事をしている男を往来の邪魔になるといって道の反対側に乗せたまま移動させたという話が残っていた。また愛宕下に道場破りが来ると修道館へ弟子が迎えに来て金谷は普通より長い大刀を差して出掛けた。金谷元良が試合に負けたという話は聞かなかった。当時は世の中が騒然としていて辻斬りがよくあり修道館からも赤羽橋で出掛ける者がいたので、金谷元良は先廻をして待ち受け辻斬り退治を行った。金谷の修道館では楊心流には二種類あり戸塚彦介の楊心流の方が古いという事で「楊心古流」と称していた。幕末頃の金谷元良は淀橋の丹南藩高木家の屋敷内に住んでいた。磯辺にとると明治時代になって講道館柔道が台頭してきた頃は金谷のような強い柔術家が老齢になってきたとはいえ、小説「姿三四郎」のように柔道家が必ずしも柔術家に勝ってばかりはいなかった。また、金谷元良の子で大日本武徳会柔道範士になった金谷元朗は最初は講道館柔道を修行していたが、後に本来の武道ではないことを悟り講道館を去った。

天神真楊流の井口松之助が著した『柔術生理書』に金谷元良の格言が記されている。金谷元良の柔術に対する考えは「柔術は虚弱な者は壮健になるので形を専務にするべきである。剛力の者は相撲を取っても力ばかりでは勝つことができない。我力で力負けをすることがある。相撲に四十八手形があり柔術には流儀によって手数の違いがあるが俗に四十八手表裏という譬えがある。故に力ある者は、この柔術を覚えた時は体の動作が能くなり鬼に鉄棒の譬えで我力で虚弱の者に投げられることはない。故に剛弱ともにこれを覚えれば我身を護ること柔術は第一である。」というものであった。

### 佐野周三郎の話
佐野周三郎は戸塚彦介の門人で四天王の一人と称された人である。1894年（明治27年）読売新聞の記事では撃剣の達人で水練の名人と書かれている。佐野は元沼津藩士であり千葉県で警部として奉職し剣術と柔術の教授を兼ねていた。後に宮城県に移ったが日清戦争が始まり大いに感じる所があり佐久間左馬太に従軍を志願した。しかし既に第二師団の人夫長等は満員となっていた。このため、名義を構わなければ第二師団の酒保取締ととなることを勧められ、これに応じ直ちに従軍することとなった。
佐野周三郎は身幹肥大で非常に膂力が強く、千葉県警在職中は鬼警部と呼ばれて悪漢から恐れられていた。また、警視庁で柔術世話係を務めていた。
1883年（明治16年）滋賀県知事の籠手田安定が東京の地方官会議に出席する際、高山峰三郎ら関西の剣客約10名を引き連れて警視庁に試合を挑んだことがあった。高山峰三郎は真貝忠篤、三橋鑑一郎、得能関四郎など警視庁撃剣世話掛36名を連破し、最終日の試合で逸見宗助には敗れたものの明治剣道史の大記録となった。
これを聞いた千葉県知事の船越衛は佐野周三郎を向かわせて高山峰三郎と試合をさせた。佐野は難なく高山と組み打って大いに苦しめ当時有名な美談となった。

#### 仙台陸軍幼年学校
佐野周三郎は明治時代に仙台陸軍幼年学校の柔術教官をしていたことから、仙台陸軍幼年学校では楊心古流が学ばれていた。
当時、旧制二高が仙台市内の中学校の連合軍とよく試合をしており、仙台陸軍幼年学校からも出場していた。第一期生の大場弥平、小沢庸夫、佐藤重四郎の三人が出場していつも完勝していた。次期も負けてはいられないとのことで奥山忠次郎、後藤校三、高野隆二郎（進藤隆二郎）の三人が選ばれ見事に完勝した。二年連続で一人の敗者もなく「幼年校強し」と評判が高かった。奥山忠次郎は入学前から名掛丁にあった佐野道場に通った業師であった。

### 山本欽作の話
山本欽作は戸塚彦介の晩年の高弟である。明治時代に警視庁柔術世話係、大日本武徳会柔道範士などを務めた。
1862年（文久2年）に千葉県長生郡茂原町で生まれる。1883年（明治16年）楊心古流に入門して戸塚彦介から柔術を学んだ。1885年10月（明治18年）千葉監獄の館主となった。1886年（明治19年）戸塚彦介が死去したことにより、後継者の戸塚英美から学ぶ。1888年3月（明治21年）千葉監獄看守長代理となった。1888年6月（明治21年）戸塚英美から免許皆伝を受けた。
1889年（明治22年）に警視庁柔術世話係となった。1890年（明治23年）から1892年（明治25年）まで東京法学院に入って法律を学んだ。1893年（明治26年）に本所区松阪町に道場を開き民間に柔術を教授した。1895年（明治28年）から海軍予備学校の柔術教授を嘱託した。1902年（明治35年）より攻玉社中学校柔術教授師となった。
1902年12月13日（明治35年）本所相生町3丁目24番地に講武館と称する道場を開設した。
弟子に講道館柔道九段となった神田久太郎や文鎮刈という投技を以って名を馳せた息子の山本昇などがいる。

#### 田辺又右衛門との試合
スポーツタイムスに掲載された不遷流の田辺又右衛門の回想に山本欽作が登場している。
1892年（明治25年）田辺又右衛門は和泉橋警察署教授の山本欽作と麻布警察署の道場で試合をすることになった。
礼をして立ち上がると共に山本欽作の掛けた払い足がかなり効いて田辺はスッポリ放り出された。これにより、いくつかの歩を取られた。田辺は返礼で体落を掛けて引き倒し上になって攻め絞技が首に掛かりあと一息で止めを刺そうとしているところ、審判が「よしそれまで。先の投げ技の歩が後の絞め技の歩で消えた。それで勝負なしの引き分け。」という宣告を下した。田辺は絞めが効いて参りかけた所を途中で止めさせて歩に取ろうというの無理な話であり、当時の警視庁では投二本と逆絞一本を同等とする規定となっていることから絞の方を重く見なければならないと思った。もし両者を同格としても今まさに一本となるところを中止させて歩に計算するというのは何としても無理であると考えた。しかし、山本欽作は講道館柔道ではなかったため敵愾心も起こらずムカつきもせず平気で引き下がることができたと記している。

#### 山本欽作と神田久太郎
講道館九段で全日本選士権大会や明治神宮競技大会柔道競技で優勝したこともある神田久太郎は元は山本欽作の弟子であり、大日本武徳会柔道三段まで戸塚派楊心流の指導を受けていた。
神田は二段頃まで内股や跳腰が好きであったが自分より相当大きい者には思うように掛からないことから、大男に対する技の必要性を感じ山本欽作に教えを請うた。山本欽作から大きい者に対する技の研究は必要であり絹担・朽木倒・巴投・背負投・寝技を研究してやってみろと言われ、絹担・朽木倒・巴投・寝技を一つの技を一か月に五百回練習してみた。その結果一年くらいで絹担・朽木倒・巴投を得意技として三段頃からやれるようになった。講道館柔道に入った後も絹担は肩車、朽木倒は諸手刈となり神田久太郎の得意技となった。

#### 神田久太郎の肩車
神田の修行時代は武徳会の大会・町道場・学校の試合等で跳腰や足払とか種々の技を以て試合しているのを見たが肩車で相手を投げて勝ったのは見たことがなかったという。形には立派にあるが試合で見ることができないのは多数の修行者に研究されていないからで、これを研究して得意技にしてみようと1915年（大正4年）千葉県武徳会大会の時に思い立った。山本欽作に起倒流の絹担を説明されてから、肩車で失敗したら絹担に変化すればいいと感じ肩車が試合に有利であると思い練習を始めた。

#### 神田久太郎の朽木倒
神田は自分より大きい相手を組む前に投げる技はないかと各流派の文献を見たり古流の先生に聞いたりした結果、戸塚派楊心流に朽木倒という技がある事を知った。1917年（大正6年）千葉県武徳会支部大会で群馬県の関口孝五郎に伺ったところ、「君の先生である山本欣作範士がよくご存知の筈だからお伺いしてみるがよい」と言われた。大会翌日、山本欽作に戸塚派楊心流の朽木倒しの技の要領を聞いたところ直ちに実技を教えてもらった。戸塚派楊心流の朽木倒は、相手と組もうとする瞬間に両手で臀部辺りから膝裏付近まで刈り真後ろに倒す技であった。神田は山本欽作から寝技も相当やるから朽木倒しを自分の持ち技としてやれば寝技に変化することも容易であり、対手を掴まずに投げる技がないか空想を懐いていたが空想実現に一歩近づくことができるかもしれないから大いに研究するように勧められた。
これを持ち技にするため約二年程熱心に工夫研究し練習してみたところ、試合で使えば稽古以上に効果があることに気づき得意技の1つとする事に決めた。
後、講道館の嘉納治五郎に朽木倒について話したところ嘉納もこの技についてよく知っていた。神田は朽木倒という名前は柔道に相応しくないから双手刈としたいと意見を言った。嘉納は今日道場で稽古して見せて双手刈の名称に相応しかったら講道館の技として認めると言い、神田は本田存とともに双手刈を数名の者と稽古試合をした。実際よく効く技でで今後双手刈を講道館の技として採用しようという話になり、講道館柔道の技として1925年12月（大正14年）に認められた。

#### 賊を背負い投げ
1901年3月18日（明治34年）に神田表神保町一番地に住んでいる本所警察署の柔術師範役の山本欽作の家へ一名の賊が侵入し懐中時計その他二三点を窃取して逃げ去ろうとした。しかし山本欽作に見つかり錦町三丁目まで追いかけられた。賊は振り返り「汝いい加減にしないと息の根を止めるぞ。」と抵抗したので山本欽作は笑いながら組み付いて三間ばかり先へ背負投で倒して気絶させ活を入れて神田警察署へ引致した。

### 上野光斎の話
上野八十吉は大竹森吉の弟子で、1906年（明治39年）下谷区に第二練武館道場を開設し柔術教授の傍ら接骨を行っていた。

#### 女子の柔術
1908年～1909年頃（明治41年頃）、上野八十吉の練武館では上野の妻娘女中に柔術の形や初歩的な乱捕稽古を教えていた。

#### 槍を使った締に対する鍛錬
上野八十吉は柔術の稽古で二間の槍を使って咽喉締に対する鍛錬を行っていた。
鍛錬は畳の上に仰向けに寝て槍の柄の中央辺りを喉に当て、槍の両端を弟子に一人ずつ押さえさせた。
上野は槍の柄による締めをしばらくの間耐えた後、頭部を片側に曲げ体を捻りながら起き上がりざまに槍の柄から首を抜いた。この時、槍の柄から首が抜けた瞬間にポーンと畳は大きな音を立てたという。
子の上野徳太郎は、上野が槍の締めから逃れようとする時に首が千切れるのではないかと思ったことがあると記している。
上野の指示で弟子もこの鍛錬を行っており、柄から首を抜く前に畳を叩いて「参った」を示すものが多かったが、降参した後は皆の笑い声が起きた。
槍の鍛錬の他に、手拭や稽古帯による咽喉締めに対する鍛錬も行われていた。上野と門人で畳を一畳廻ることから、二畳廻り三畳廻りと鍛錬が進められた。たまに我慢しすぎて落ちる者がいたという。

### 東京大学での演武
1883年7月7日（明治16年） 東京大学に戸塚彦介と高弟が招致され楊心古流の演武と試合が行われた。当日は戸塚彦介と戸塚英美、高弟の毛利釻平・島村峯窮・天明正雄・相田豫五郎・佐野周三郎・佐野清助・岩崎秀雄が出席した。また、この演武会には山田顕義・芳川顕正・加藤弘之・長与専斎・エルヴィン・フォン・ベルツが観覧しに来ていた。
楊心古流の型演武の後に乱捕試合が行われた。この時、明治15年に講道館柔道を創始した嘉納治五郎が飛入りで参加し佐野周三郎と天明正雄と試合を行ったが、嘉納は投げられてしまったとされる。
藍澤勝之が出版した『練体五形法』によると明治15～16年頃に某館において嘉納治五郎と佐野周三郎と試合を行いその頃から嘉納は専ら教授に自任して横山作次郎、山下義韶、戸張瀧三郎などの技量家を輩出したと記している。

#### エルヴィン・フォン・ベルツの記録
ドイツで出版された『Das Kano Jiu-Jitsu（jiudo）』にエルヴィン・フォン・ベルツが序文を寄稿しており、その中に東京大学で行われた戸塚彦介の演武会について記されている。
ベルツよると東京大学での楊心古流の演武は、講道館柔道の嘉納治五郎と門人が戸塚彦介を千葉から招致することを大学にお願いして実現したことであり、この時に大学講堂で行われた柔術の大試合では東京の若者たちの中で誰一人として嘉納治五郎でさえ千葉から来たどの警察官（戸塚彦介の門人）に対しても敵わなかったと記している。

#### 石川千代松の記録
嘉納治五郎の知り合いで講道館柔道や天神真楊流を学んでいた石川千代松は東京大学での戸塚彦介の演武会について以下のように記している。
明治15年頃に一ツ橋の大学の講堂で榊原という剣術の先生と戸塚流の先生が来て武術を演じたことがあった。この戸塚流は術も何も構わず相手が降参するまでやっつけるというような荒っぽいやり方であった。老先生は80歳位で若先生と四天王といった風の四人の弟子を連れていた。頃合いを見て大学の濱尾先生が嘉納治五郎に対して一つ手合わせをしてみなさいと勧められたので嘉納は戸塚四天王の中で一番大きい者と試合をすることになった。その大男は素晴らしく強く嘉納治五郎がいくら技を掛けても受け付けなかった。そのうち男が猛然と挑みかかって嘉納治五郎を引きずり廻した。さすがの嘉納治五郎もこのときは相当手こずったという。試合後に老先生と若先生が口を揃えて嘉納治五郎を褒め「学問をしていらっしゃる方が、あのような飛びぬけて強い男とやられるとは偉い。」と言った。

#### 井上哲次郎の記録
東京大学での戸塚彦介の演武を見ていた井上哲次郎は自身が記した『懐旧録]』の中で以下のように記している。
明治12年か13年であったか覚えていないが、加藤博士が柔術というものを大学でやらせてみたらどうかという話から段々進んで大学の講堂で畳を敷いて柔術の先生を招いた。その先生は元幕臣で戸塚彦介という人であった。戸塚は当時千葉県で監獄の教師をしていた。それを招いてやらせたが、戸塚は自分の弟子を七,八人連れてきて先ず自分が柔術の型をやって見せた。その頃の戸塚は60歳位の年配であった。戸塚が型をやって見せた後で弟子が相互に取組をやった。いずれも中々強そうな弟子たちであった。講堂には大学の教員及び学生が一杯来ていた。戸塚彦介は幕末に講武所で柔術をやって最後に勝った人であるという話であり、つまり柔術では当時この人に及ぶ人は無かったというわけである。
その弟子が取り組みをやっている間に大学の学生の中から着物を脱いで道場に出て、その弟子たちと取組をやったものがいた。弟子たちもなかなか強かったと見えて、その学生は真っ赤になってやり合った。それが嘉納治五郎であり、嘉納はそれまで柔術をやっていたので確かに自身があったから出て取組をやったのである。嘉納治五郎が戸塚彦介の弟子と取組をやって大いに苦戦したことが非常な刺激となりついに大成するようになったと思う。

#### 講道館の記録
講道館の書籍による記録では、講道館創始前で柔術修行中の明治13年頃の話であるとするものと、明治15年頃の話で戸塚派四天王を神技の浮腰で投げて勝ったとするものがある。また、この話を脚色した伝記では大学講堂で嘉納治五郎が好地圓太郎を絞め技で苦しめ、絞め落とす直前で試合が中止になったとするものもある。

#### 東京大学で演武した型
明治16年11月25日発行の『医事新聞 第百四号』に、東京大学で演武された楊心古流の形と演武者が記されている。
起合
指捕、手捕、合捕、袖車、腕車、帯引
受 戸塚英美　捕 天明正雄
衣紋崩、甲回、臑押、帯車、小裾返、引回、大殺
受 戸塚彦介　捕 毛利釻平
松葉殺、小回、伏鹿、巖石、壁添、當曲尺、心車
受 戸塚英美　捕 島村峯窮
行合
小當、小返、紅葉亂、紋所、外掛、内掛、突附、大當
受 戸塚彦介　捕 島村峯窮
虎走、瀧落、脇山陰、向山陰、後山陰、劔ノ位（二本）、浦風、龍飛前
受 戸塚英美　捕 毛利釻平
關留、電光、引回、小膝回、磯浪、小車、突身、下藤
受 戸塚彦介　捕 島村峯窮
居捕
心ノ位、無刀別、袖車、膳越、車劔、抜身目附、應太刀、釣固
受 島村峯窮　捕 毛利釻平
甲廻、猿猴、大堅、貫、関留、小車、龍虎
受 戸塚彦介　捕 戸塚英美
五行七行合捕
大抜、梅ノ折枝、指捕崩
受 戸塚英美　捕 島村峯窮
獅子奮迅、偕老級、小當返
受 戸塚彦介　捕 毛利釻平
脇車、手曲尺、紅葉亂
受 毛利釻平　捕 戸塚英美
刺又落、巖石、落山嵐
受 戸塚彦介　捕 島村峯窮

### エルヴィン・フォン・ベルツと戸塚彦介
ドイツで出版された『Das Kano Jiu-Jitsu（jiudo）』にエルヴィン・フォン・ベルツが序文を寄稿しており、その中に戸塚彦介について記されている。エルヴィン・フォン・ベルツの序文は山上甚三郎が編纂した『碩学ベルツ博士』や東京文理大学名誉教授の友枝高彦が講道館の機関紙『柔道』に寄稿した「ベルツと柔道」に全文が和訳されている。
ベルツが千葉県を訪問した時、千葉県知事の船越衛と現代教育について意見交換を試みた。ベルツが上流階級の青少年の体格が貧弱でスポーツへの関心が少ないことを指摘したところ知事も同感で「昔から日本でよく行われいた柔術という優れた術があるが、現在ではすっかり廃れて顧みられなくなった。」と言って残念がっていた。そして、この柔術は千葉市においてのみ行われているということであった。戸塚という老教師が現地の警察官を指導していた。この警察官が驚くべき効果を上げており犯罪者を逮捕する時には柔術に負うところが極めて多いということであった。
翌日、千葉県知事は盛大な演武会を催し、七十歳を超えた戸塚彦介が柔術の原理を分析して説明し一つ一つの技を示して見せた。またベルツは何十もの試合を見た。その動作は非常に驚くべきもので、危険な絞技や投技が行われていたが戦う者たちには少しも害がなかった。これを見てベルツは学生たちにとって理想的な体操の形態であると思った。
しかし、東京においては恵まれなかった。この件について伝聞でしか知らなかった医学部長や大学や文部省の諸氏は、千葉の柔術家たちを東京に招集して実演してもらうというベルツの提案を聞き入れなかった。彼らは学生たちは勉強のに専心すべきであると主張した。
昔は武装した者たちに対抗する必要があったため正当化されていた武芸が現代では何の目的も持たなくなった。ベルツの指摘は無駄であり体操の側面があるという主張も認められなかった。しかし、その間にも何人かの現役および卒業生が大学で柔術を学び始め、特に若い学者である嘉納治五郎は熱心な柔術修行者となっていた。嘉納治五郎と仲間たちは千葉の柔術家を大学に招待するよう依頼し、ついにこれが受け入れられ大学の講堂で大規模な演武会が開催された。この時、柔術の習得にはどれだけの訓練が必要かも明らかとなった。東京の若者たちの中で誰一人として嘉納治五郎でさえ、千葉から来たどの警察に対して敵わなかった。
翌日、戸塚彦介が最も優れた弟子と一緒にベルツのもとを訪ねて来た。今回のベルツの尽力に感謝し恩を一生忘れないためにベルツの写真を所望した。
ベルツの序文には、この時の戸塚彦介が涙ぐみながら喜びと感動の中で目の前に立っている姿を今でも見ると記している。戸塚彦介はベルツに対し「外国人が日本人に対して柔術について説いて下さらねばならないということは、実に日本人として私は恥ずかしいと思います。しかし私の大切な柔術がこれで再び盛んに行われるようになるだろうと確信しています。これで私も安心して冥途へいけるというものです。」と述べたとされる。

### 剣槍柔術永続社
剣槍柔術永続社は、日本の剣術、槍術、柔術が衰微するのを憂いた鷲尾隆聚と山岡鉄舟が明治16年頃から設立を構想し、明治17年8月23日に発足した武術団体である。東京府京橋区の明鏡館で剣術、槍術、柔術を教えていた。
柔術教授方は下記の師範が務めた。
- 戸塚彦介　　戸塚派楊心流
- 吉田直蔵　　野田派起倒流
- 久富鉄太郎　渋川流・戸塚派楊心流
- 市川大八　　天神真楊流

### 天神真楊流との試合
『渡辺一郎先生自筆 近世武術史研究資料集』に掲載された天神真楊流の他流試合の記録に、楊心流と天神真楊流との試合が記されている。天神真楊流の記録では全試合で無勝負（引き分け）か戸塚派の敗北となっている。

#### 嘉永七年の試合
嘉永7年4月6日（1854年）に松平甲斐守の屋敷で行われた楊心流と天神真楊流の試合である。
楊心流は戸塚彦介門人の今田七郎の道場で天神真楊流は磯道場である。今田道場からは8人、磯道場から8人が出て10組、13試合が行われた。
試合結果は、無勝負（引き分け）4、今田道場の負け9であった。

#### 安政四年の試合
安政4年（1857年）に戸塚彦介の道場で行われた楊心流と天神真楊流の試合である。楊心流から5人、天神真楊流から小出見之助の二人が出て6組、10試合が行われた。
試合結果は、無勝負4、負6であった。

#### 慶応元年の試合
慶応元年（1865年）に行われた楊心流と天神真楊流の試合である。戸塚彦介の門人と天神真楊流で9組、20試合が行われた。
試合結果は負20であった。

### 延岡藩の磯貝恒久と鈴木千左衛門
講道館柔道十段の磯貝一の父である磯貝恒久は延岡藩の鈴木千左衛門より関口南蛮流を学んだ。ある時、師の鈴木千左衛門が全国を風靡していた戸塚楊心流へ出稽古へ行き晴の錦衣を故郷へ飾るのに出会った。血気盛んな磯貝恒久は戸塚派楊心流を学ばないことには師範の格式なしとされたことが面白くなかったのか、延岡藩に帰ってきた鈴木に試合を挑んだ。
九州の僻地で関口流の末流を習った磯貝恒久と楊心流を本格的に修行してきた鈴木とでは段が違っており、足払を軽くすかされて敷居に足を打ち付け骨折したとされる。

### 深井子之吉と帝国尚武会
深井子之吉は大竹森吉の高弟である。
1900年（明治33年）に浅草區田中町で練武館道場を開き柔術、剣術、水練を教授した。練武館は、35坪の大道場を有し約800人の門弟を抱えた都下屈指の道場であった。最盛期には門人が2000人に達し免許と有段者は約80人いた。
帝国尚武会の通信教授部開設時、深井子之吉が柔術師範として招かれたことにより神道六合流に戸塚派楊心流の技が多く取り入れられた。

#### 深井子之吉の形
帝国尚武会の神道六合流では戸塚派楊心流由来の真剣勝負実地活用の形を教えていた。
この形は深井子之吉が戸塚派楊心流を基に各流派の大家の説を参考にして日露戦争の戦場実地の経験から編み出したものである。
内容は戸塚派楊心流の起合・行合・居捕の体系を基礎として新たな技を加えたもので技法数は106手であった。
戸塚派楊心流と同名の形はほぼそのまま伝えていた。
初段 起合手解 12手
片襟捕、兩襟捕、片胸捕、兩胸捕、紅葉捕、衣紋崩、帯引、片手捕、兩手捕、諸手捕、添捕、小手返
初段 起合逆手捕 13手
襟捕、車捕、紅葉捕、衣紋崩、帯引、片手捕、両手捕、諸手捕、添捕、小手返、氣捕、突身、山陰
初段 起合逆手投 15手襟捕、合捕、脛押、引廻、衣紋崩、帯引、小手捌、両手捕、添捕、打込、虎縛、突身、巻込、松葉殺、應太刀
初段 起合 15手
指捕、手車、袖車、腕車、衣紋崩、甲廻、帯車、小裙返、大殺、小廻、伏鹿、巖石、壁副、刀當、心車
中段 行合 18手
小當、小返、紅葉亂、紋所、外掛、内掛、虎走、瀧落、脇山陰、向山陰、後山陰、 :劒之位、龍飛前、小膝廻、後返、小車、突身、下り藤
上段 居捕 13手
心之位、無刀別、袖車、膳越、車劔、拔身之目付、 :應太刀、釣堅、打込、猿猴、玉霰、小車、龍虎
上段 白刃捕 10手
無心之刀、抜身留、切付、一文字、貫、刀縛、行合、上段、關留、電光
上段 當身 10手
突付、大當、浦風、電光、磯之浪、丸橋、乗身、猛家保、松風、合氣
殺法（当身）
当てる部位
手刀、蹴足、拳固、握拳
急所
天倒、霞、烏兎、人中、村雨、松風、秘中、膻中、水月、脇陰、月影、稲妻、電光、明星、陰嚢、早打、活殺
活法
止血法
整法
口伝など

#### 布団と素焼を使った稽古
深井子之吉の著書に当身の稽古法について書かれている。
四つに畳んだ布団の中に素焼を入れて柱に立て置き、それを拳で突いたり足で蹴って中の素焼を割るという稽古法があった。初心者は中の素焼を割ることができないが、練習を積むと立てた布団を倒さずに中の素焼を割ることができるようになり、さらに熟達すると二つ割り、三つ割りなど思うがままに割ることができるようになる。
当身の強さを自由に加減することで敵を即座に殺したり、一年後や三年後に殺すことなどができるようになるが、これに熟達していないものは如何に急所を突いても敵を絶息させることはできないという。

### 楊心古流目録前文
伝に曰く、人に剛柔大小ある。小は大に柔は剛に敵わないが、柔が剛に小が大に敵することがある。これを成すものは術である。この術は世の武夫が学ばなければならないものである。これを学ぶには方がありこれに習熟する。これを習熟する方があり一心を静にして明に四体を安らかにして速やかにする。これにより小よく大に勝ち柔よく剛を制する。故にこの術を名付けて柔という。剛大のものは自然であり学を以て及ぶべきものではない。術業というものは人事であるので学を以て至ることができる。至れば自然のものに勝つことができる。ここにおいて手形七十二を作為し、これに附す神咒を以て名付けて柔術初伝之巻という。門下の就学の士に授ける。士これに従事すれば未だその蘊奥に至らなくても指意の大略を得ることができる。

### 佐倉藩の武者修行者の記録
佐倉藩の演武場には諸藩から様々な武術流派が武者修行に訪れていた。
その修行者姓名簿の中に戸塚彦介一門の名前も記されている。
安政3年3月18日（1856年）
和州郡山藩、楊心古流柔術江戸芝新堀、今田七郎門人、藤井春五郎
安政3年10月9日（1856年）
駿州沼津藩、楊心古流柔術戸塚彦介
沼津藩門人、柏崎又四郎
中村藩、田中忠司、土屋佐渡守組丸岡文太郎
安政4年6月25日（1857年）
東都戸塚彦介門人、中川一
沼津、柏崎又四郎
安政4年8月13日（1857年）
東都戸塚彦介門人、松平伊豆守内、戸田隼太・坂内茂平次
明治2年（1869年）
水野出羽守家来戸塚彦介門人、戸塚彦九郎・柏崎又四郎・天明雄太郎・照島太郎

## 大江系の楊心流との関係
楊心古流は楊心流から分派した流派である。
阿部観柳武貞は阿部貞右衛門武貞といい豊後国速見郡辻間の人である。三浦貞右衛門の門弟で豊後国臼杵の家臣であった手島観柳より楊心流柔術を学んだ。阿部武貞は1757年（宝暦7年）に岩国（現在の山口県）に来て楊心流柔術を伝え多数の門人を育成した。
手島観柳の師である三浦貞右衛門は大江千兵衛の門人である。また戸塚彦右衛門の師の江上観柳は阿部武貞の甥である。
大江系の楊心流と楊心古流の系譜を整理すると下記のようになる。
1. 大江千兵衛
2. 三浦貞右衛門
3. 手島観柳
4. 阿部貞右衛門武貞（阿部観柳）
5. 江上司馬之助武經（江上観柳）
6. 戸塚彦右衛門英澄

## 流派の内容
伝位は目録・中免許・免許・皆伝となっている。
形は双方が立っている起合（たちあい）、お互いが歩いて行き違う際の攻防である行合（ゆきあい）、座った状態から行う居捕（いどり）の三つに大きく分けられる。型は72本あり大刀、小刀、手ぬぐい（鎖）などの武器を使用した形や、こちらから攻めて取り押さえる捕手術的技法も多く見られる。居捕は楊心流と同じ名前の形が多い。起合の壁添は、明治頃に警視流柔術に採用されている。
楊心流七十二形の他に見分形や高上手形などがある。
最後の伝承者とされる保立謙三によると、師の金谷元朗が指導した楊心古流は乱取より形が中心であった。また乱取においては当身や逆技が多用された。講道館柔道でいう捨身技が良いのが楊心古流の特徴であり、また講道館柔道で用いられる腰技はなかった。
基本の組形に入る前に「四つ手（競り合い）」と「もみ合い」と呼ばれる鍛錬法を行っていた。「四つ手」は相手の帯を取り互いに両手を組み合った状態で頑張り合う稽古で、相手を抑えつける力を養い抑えられる方はそれに抵抗する力を養う。「四つ手」では左手で左襟と右手で帯を取る「大鎌」、帯と右袖を取る「小鎌」、他に「相捕り」、「差し捕り」などの組み方があった。相撲のぶつかり稽古に近いものであった。「もみ合い」は何でもいいから相手を投げる稽古であった。技を知らない初心者でも十分に行って体をほぐしてから乱取に入った。
乱取は勝負というより技の稽古が主体であり、この時に体捌きや拳、手刀、熊手など十種類ほどの攻撃の手形などを部分的に教わる。
形の稽古は最も基本となるもので居捕、起合、行合からなり表,裏,裏の裏があった。起合だけでも表,裏,裏の裏で72本の形があった。形稽古では、非打ちを入れると言って型通りではなく変化が入ってくるものであった。楊心古流では形は型通りではなく逆に乱取は形の一部であった。形は技ではなく技の奥にあるものが形であり技を生み出す根本を教えるものであるとしている。
裏技として棒・杖・太刀・十手・捕縄・鎖など様々な武器があった。
起合　22本
指捕、手車、合捕、袖車、腕車、帯引、衣紋崩、甲廻、脚押、帯車、小裾返、引廻、大殺、松葉殺、小廻、伏鹿、巖石、壁添、當曲尺、心車
行合　29本
小當、小返、紅葉亂、紋所、外掛、内掛、突附、大當、虎走、瀧落、脇山陰、向山陰、後山陰、劔之位、浦風、龍飛前、關留、電光、引廻、小膝廻、後返、磯之浪、小車、月見、下藤
居捕　21本
心之位、無當別、袖車、膳越、車劔、抜身之目附、應太刀、釣堅、甲廻、打込、猿猴、大堅、貫、玉霰、關留、樊噲、樊噲搦、突子、刀縛、小車、龍虎
口伝之事
見分形　5本
中免許口伝之事
高上手形　7本
免許口傳之事
殺法　20本（当身）
活法　8本

## 系譜
例として一部の系譜を以下に示す。戸塚彦介には数多くの門人がいたが、ここでは二代三代と続いた系統のみを記載する。
戸塚彦介は20代から約50年間にわたり柔術指南をしており、幕末の沼津藩や江戸、明治維新後の千葉や東京などで多数の門人を育てた。同じ戸塚彦介の門人でも入門時期によって世代が違い、一例を挙げると幕末沼津藩時代の弟子である柏崎又四郎と明治維新後に千葉県で教授した晩年の弟子である山本欽作は30歳の差があった。これにより戸塚派楊心流の実力者である四天王も時代によって異なっていた。
戸塚彦右衛門は楊心古流八世師範とされている。
- 阿部貞右衛門武貞（阿部観柳）
- 江上司馬之助武經（江上観柳）
- 戸塚彦右衛門藤原英澄
  - 浅井勝右衛門秀直（戸塚彦右衛門の門弟957人のうちただ一人の免許皆伝）
  - 戸塚彦介英俊(戸塚一心斎、柔術教授方頭取）
    - 戸塚彦九郎英美（明治36年に日本武徳会柔術範士）
    - 片山彌次郎國備（講武所柔術師範）
      - 久保榮太郎勝喜
      - 高木織人
      - 服部長賢（久保榮太郎にも師事）

    - 久保榮太郎勝喜
      - 服部長賢
      - 白井雄太郎
        - 竹田祐太郎

    - 柏崎又四郎
      - 天野正蔵
      - 段野源之進
      - 榊原鍵吉
      - 菊池為之助
      - 大竹森吉

    - 藍澤重次郎勝之
      - 横井有嗣
      - 石上藤吉
      - 柳堀喜一郎

    - 横倉喜三次
      - 後藤勘兵衛

    - 中條金之助景昭（講武所柔術乱取世話心得）
      - 中條克太郎景明
        - 鷲山栄輔

    - 今田七郎正儀
      - 藤井春五郎
      - 野口董孝（戸塚彦介にも師事）
      - 金谷元朗
        - 杉野嘉男
        - 青木伊太郎
        - 松田秀彦
        - 保立謙三 （13代目師範）
          - 大橋亘（目録）
          - 水戸第三高等学校生徒会やわらクラブ
          - 柴田孝一

        - 金谷元義
        - 川口恭造
        - 鈴木留次郎
        - 小西康裕（切紙）
        - 大塚博紀（切紙）
        - 遠藤喜代太
        - 押切勝義
        - 磯部映次
        - 増淵光雄

    - 金谷七次郎元良
      - 金谷元朗

    - 佐野周三郎
      - 八木寅次郎
      - 奥山忠次郎

    - 大竹森吉（柏崎又四郎にも師事）
      - 深井子之吉（練武館）
        - 深井國光
        - コロレード（オーストリア公使館、武官伯爵）
        - 高橋喜三郎（真蔭流、天神真楊流、講道館柔道九段）
        - 東城福三郎
        - 吉野幾三郎
        - 岡里勝三

      - 亀崎忠一
      - 上野光斎（第二練武館）
        - 上野徳太郎
        - 吉野幾三郎
        - 高橋喜三郎（真蔭流、天神真楊流、講道館柔道九段）

      - 吉村重吉
        - 鈴木次夫
        - 鈴木三郎（戸塚派楊心流家元代理）

      - 横山富次郎
      - 竹田常次郎
      - 猿橋東太郎
      - 芥川竜之介
      - 西川英次郎

    - 山本欽作（戸塚英美にも師事）
      - 山本昇
      - 神田久太郎
      - 伊藤晋
      - 木内栄治郎

### 戸塚彦介の門弟碑
戸塚彦介が亡くなった時に建てられた門弟碑には、皆伝・免許・中免許・目録の計118人の名前が記されている。免許皆伝は継承者の戸塚英美だけである。
免許の門人には、講武所師範の片山彌次郎、沼津藩の山口雄次郎、毛利釩平、都筑弘、沼津藩柔術師範をしていた柏崎又士郎と藍澤勝之、昭和頃まで続く系統を伝えた今田七郎、新徴組の中川一、柔術に関わる多数の書物を記した佐賀藩の石井又左衛門などがいた。
中免許には島村峯芎、天明正雄、照島太郎、佐野周三郎、西村定中などがいた。
目録には剣術家で講武所柔術乱取世話心得を務めた中條景昭、森耕蔵、明治時代に多数の道場を持っていた大竹森吉、戸塚派四天王で殉職した鈴木清助、講道館との試合で有名な好地園太郎などがいる。

#### 免許
戸塚彦介の門弟碑に記されている免許の門人22名である。
幕府旗本
片山彌次郎、仁賀保権平、加藤又蔵、杉原鼎
菊間藩（旧沼津藩）
山口雄次郎、毛利釩平、柏崎又士郎、都筑弘、藍澤勝之
延岡藩
大平彦六、大平長蔵
牛久藩
藤井勇平
丸亀藩
中村富貴之助
庄内藩
中川一
久留米藩
廣瀬𨭬
中村藩
田中忠司
郡山藩
今田七郎正儀
佐賀藩
石井又左衛門忠真
新宮藩
鈴木孫八郎（元は延岡藩の人）
西尾藩
阪田平一郎
江戸市民
星野重三郎、後藤兵三郎

### 戸塚彦介の門人
戸塚彦介から柔術を学んだ人物を列挙する。
片山彌次郎（講武所柔術師範）、石井又左衛門忠真、天明正雄、小原三一郎、小熊兵次郎、勝呂八平、山本傳八、小高亀太郎、毛利釩之助（毛利釩平）、山口雄次郎、柏崎甚平、西村定中、鈴木清助（戸塚派四天王）、松岡克之助 （神道揚心流を開く）、立川千兵衛、岩田忠一、黒澤忠正、小幡茂太（神道楊心流に移籍する）、前田武崇（真之神道流師範）、疋田元治、田中忠司、照島太郎、好地圓太郎

### 戸塚派を学んだ著名人
榊原鍵吉
直心影流剣術男谷派の師範。講武所剣術師範役、遊撃隊頭取などを務めた。
男谷精一郎の道場で柏崎又四郎や藍澤勝之から柔術の指導を受けた。
富山圓
直心影流師範で大日本武徳会剣道範士となった剣術家。
戸塚彦介から柔術を学んだ。
久富鉄太郎
久留米藩の渋川流師範。警視庁柔術世話係の設立に関わった柔術家で警視流拳法を制定した。
江戸で戸塚彦介の門人となった。
横倉喜三次
赤報隊の相楽総三や新選組の近藤勇の介錯を務めた剣客。
戸塚彦介から柔術を学んだ。
中川一
新徴組隊士
戸塚彦介から柔術を学び免許を得た。
篠原泰之進
新選組隊士
戸塚彦介から柔術を学んだ。
浅井寿篤
大久保利通暗殺（紀尾井坂の変）の実行犯のひとり。
戸塚彦介に首を叩かれて負傷したことにより入門した。
三浦徹（牧師）
日本基督教会の牧師。音楽家納所弁次郎の義兄、文部大臣を務めた政治家永井道雄の祖父、民主党の政治家鮫島宗明の曽祖父である。
沼津藩校で楊心古流を学んだ。
中條金之助
新徴組支配、慶喜を警護するために発足された精鋭隊の頭などを務めた。
講武所柔術乱取世話心得、講武所剣術教授方。
戸塚彦介から柔術を学んだ。
村雨案山子
愛知県豊橋市を代表する自由民権派の政治家。
芥川竜之介
著名な小説家。大竹森吉の道場で楊心古流を学んでいた。
横山富次郎
大竹森吉の弟子。明治時代の衆議院議員

## 史跡
江上司馬之助武経の墓
妙善寺（東京都港区西麻布三丁目）にある江上観柳の墓。
戸塚彦右衛門の墓・門弟碑
延命院（東京都港区南麻布）にある戸塚彦右衛門の墓である。
門弟碑には戸塚彦右衛門の門人957人のうち、皆伝1名（浅井勝右衛門）・免許17名・目録60名の名前が記されている。
戸塚彦介,戸塚英美の墓・門弟碑
胤重寺（千葉県千葉市中央区市場町）にある戸塚彦介と戸塚英美の墓及び門弟碑である。1943年8月27日（昭和18年）千葉県指定史跡となった。
門弟碑には戸塚彦介の門人3000人のうち皆伝1名（戸塚英美）・免許22名・中免許29名・目録66名の計118名が記されている。
今田七郎正儀の墓　
多磨霊園
鈴木巡査部長顕彰碑
延覚寺（千葉県佐倉市内新町）にある鈴木清助の顕彰碑。この碑は総理大臣の山縣有朋の筆によるものであり、重傷を負いながら拳銃を持った襲撃犯を捕縛した功績により建てられた。
千葉縣巡査鈴木清助殉職碑
千葉県千葉市若葉区西都賀2丁目の夫婦坂にある鈴木清助の殉職碑。現在も千葉東署と千葉東地区警友会が合同慰霊祭を行っている。

## 年表
1748年
江上観柳、豊後国に生まれる。
1755年（宝暦5年）
江上観柳、父が罪により切腹し一家離散する。
1757年（宝暦7年）
阿部観柳、豊後国日出から岩国に来て楊心流を伝える。
1763年
戸塚彦右衛門、生まれる。
1768年（明和5年）
江上観柳、豊後より江戸に上る。
1795年
江上観柳、死去
1813年
戸塚彦介、生まれる。
1820年
毛利釩之助、生まれる。
1824年
横倉喜三次、生まれる。
1828年
篠原泰之進、生まれる。
今田七郎、生まれる
1830年
戸塚彦介、駿河国沼津藩に仕える。
1832年
柏崎又四郎、生まれる。
1837年（天保8年）
戸塚彦右衛門死去により戸塚彦介が継ぐ。
1840年
藍澤重次郎、生まれる。
1850年
照島太郎、生まれる。
1854年（嘉永7年）
松平甲斐守の屋敷で今田七郎の道場と天神真楊流は磯道場が試合。
1855年
大竹森吉、生まれる。
1860年
戸塚彦介、幕府講武所柔術教授方頭取となる。
1860年
鈴木清助、生まれる。
1862年
山本欽作、生まれる。
1868年（明治元年）
沼津藩が上総国菊間藩に転封する。戸塚彦介も千葉に移住。
石井又左衛門、戊辰戦争で戦死。
1870年（明治3年）
戸塚英美、フランス式操練伝習のため浜町の沼津藩邸から通学。
1876年（明治9年）
藍澤勝之、山岡鉄舟の推薦で宮家の家扶となる。
久富鉄太郎、上京し東京市内の柔術の状況を調べたがどこもやっていなかった。
深井子之吉、生まれる。
1877年（明治10年）
金谷元朗、生まれる。
1879年（明治12年）
久富鉄太郎、警視庁で柔術教授開始。
藍澤勝之、千葉県警の警部となる。
1880年（明治13年）
上野八十吉、生まれる。
1881年（明治14年）
戸塚彦介、千葉寒川村に隠居する。
1883年（明治16年）
山本欽作、戸塚彦介に入門。
戸塚彦介、東京大学で演武。佐野周三郎、天明正雄が嘉納治五郎と試合する。
1883年（明治17年）
戸塚彦介、剣槍柔術永続社の柔術教授方となる。
1885年（明治18年）
山本欣作、千葉監獄の看守となる。
1886年（明治19年）
戸塚彦介死去。
大竹森吉、東京本所区相生町に道場開設。
大竹森吉、警視庁柔術世話係となる。
1888年（明治21年）
山本欽作、戸塚英美より免許皆伝、千葉監獄看守長代理となる。
大竹森吉、日本橋区浜町に道場を設立。
1889年（明治22年）
山本欽作、警視庁柔術世話係となる。
1890年（明治23年）
山本欽作、東京法学院に入学。
1892年（明治25年）
山本欽作、田辺又右衛門と試合。
1894年（明治27年）
大竹森吉、日本橋区浜町1丁目の道場を新築。戸塚英美と西村定中と演武する。
1895年（明治28年）
金谷元朗、今田七郎正儀に入門。
山本欽作、海軍予備学校の柔術教授となる。
1897年（明治30年）
上野八十吉、大木友藏に入門。
大竹森吉、千葉県千葉町寒川に道場を設立。
1898年（明治31年）
久富鉄太郎、死去。
1900年（明治33年）
上野八十吉　大竹森吉に入門。
大竹森吉、千葉寒川に住居を移す。
深井子之吉、浅草區田中町に練武館を開設。
1901年（明治34年）
金谷元朗、今田七郎より免許皆伝。
1902年（明治35年）
今田七郎、死去。
山本欽作、攻玉社中学校柔術教授師となる。
山本欽作、本所相生町3丁目24番地に講武館を開設。
1903年（明治36年）
藍澤勝之、『練体五形法』を出版。
大竹森吉、日本橋区浜町2丁目に道場を開設。
1904年（明治37年）
竹田常次郎、大竹森吉に入門。
鈴木三郎、生まれる。
1906年（明治39年）
上野八十吉、下谷区に第二練武館を開設。
高橋喜三郎、日比谷公園で行われた英国艦隊歓迎の柔術試合で優勝。
1908年（明治41年）
戸塚英美、死去。
1909年（明治42年）
亀崎忠一、通行人妨害により警察に捕まる。
竹田常次郎、大竹森吉より免許皆伝。
1910年（明治43年）
深井子之吉、帝國尚武會実習部主任となる。
1911年（明治44年)
深井子之吉、帝国尚武会より柔術教授書『奥秘龍之巻』『奥秘虎之巻』を出版。
1913年（大正２年）
金谷元朗、麻布笠町に修道館を開設。
1924年（大正13年）
竹田常次郎、東京府北豊島郡岩淵町稲村に道場を開設。
1925年（大正14年）
戸塚派楊心流の朽木倒しが双手刈という名称で講道館の技として採用される。
1926年（大正15年）
金谷元朗、大日本武徳会柔道教士となる。
保立謙三、生まれる。
1930年（昭和5年）
大竹森吉、死去。
1937年（昭和12年）
金谷元朗、大日本武徳会柔道範士となる。
1942年（昭和17年）
上野八十吉、死去。
1943年（昭和18年）
戸塚彦介と戸塚英美の墓が千葉県指定史跡となる。
1945年（昭和20年）
深井子之吉、死去。
1949年（昭和24年）
保立謙三、金谷元朗に入門。
1953年（昭和28年）
保立謙三、金谷元朗より免許皆伝。
1997年（平成9年）
雑誌『月刊空手道別冊 極意』に保立謙三の楊心古流が特集される。